# Représentations diplomatiques de la Suède

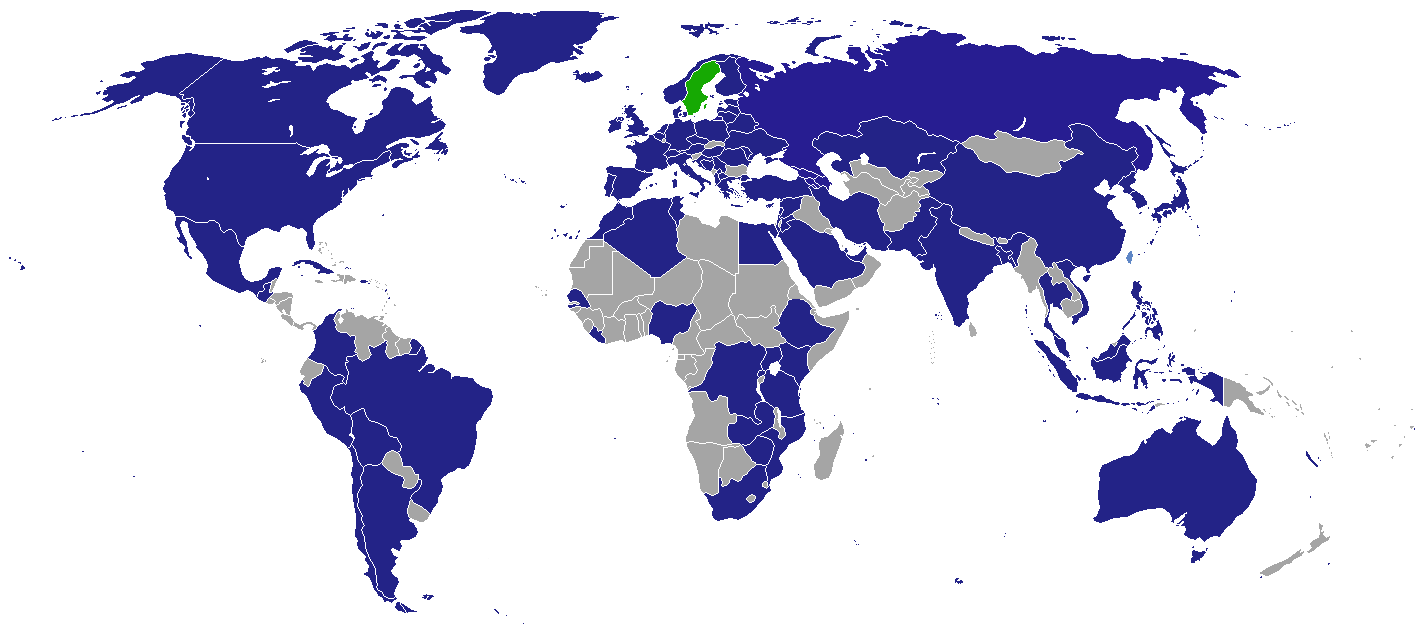
Carte des représentations diplomatiques suédoises.

Ceci des une liste des représentations diplomatiques de la Suède. La Suède dispose d'un réseau diplomatique de taille moyenne composé de 79 ambassades et de 7 consulats généraux, complété par des consulats honoraires, des centres culturels et des missions commerciales. Dans les pays sans représentation suédoise, les citoyens suédois peuvent demander l'aide des fonctionnaires des services étrangers de n'importe lequel des autres pays nordiques (en), conformément au traité d'Helsinki.
La Suède a été le premier pays occidental à avoir une ambassade à Pyongyang. L'ambassade à Pyongyang continue de fournir des services consulaires limités aux citoyens de plusieurs pays occidentaux sans présence en Corée du Nord et agit en tant que puissance consulaire protectrice des États-Unis, du Canada et de l'Australie depuis 1995.
En janvier 2010, le ministère suédois des Affaires étrangères annonce la fermeture de ses ambassades à Bratislava (Slovaquie), Dakar (Sénégal), Dublin (Irlande), Ljubljana (Slovénie), Luxembourg (Luxembourg) et Sofia (Bulgarie), et la transformation des bureaux de liaison de Pristina (Kosovo), Tbilissi (Géorgie), Chisinau (Moldavie), Tirana (Albanie), Bamako (Mali), Ouagadougou (Burkina Faso), Monrovia (Liberia), Kigali (Rwanda), La Paz (Bolivie) et Phnom Penh (Cambodge) en ambassades.
En décembre 2010, le ministère suédois des Affaires étrangères annonce la fermeture de cinq ambassades supplémentaires, celles de Bruxelles en Belgique, Buenos Aires en Argentine, Hanoï au Viêt Nam, Kuala Lumpur en Malaisie et Luanda en Angola.
En août 2011, un accord entre les sociaux-démocrates et le cabinet Reinfeldt alors au pouvoir est annoncé, dans le but de maintenir ouvertes les ambassades en Argentine, au Viêt Nam, en Malaisie et en Angola.
Le 30 août 2012, la Suède ferme son ambassade à Minsk, l'ambassade d'Estonie est alors chargée de représenter les intérêts suédois en Biélorussie.
Le 2 novembre 2016, l'ambassade de Suède au Pérou est rouverte à Lima. Six jours plus tard, le 8 novembre, l'ambassade de Suède à Manille, aux Philippines, est rouverte, huit ans après sa fermeture.
En novembre 2021, le gouvernement suédois annonce l'ouverture d'ambassades à Dublin et à Bruxelles et d'un consulat général à San Francisco.

## Afrique
- Afrique du Sud
  - Pretoria (ambassade)
- Algérie
  - Alger (ambassade)
- Égypte
  - Le Caire (ambassade)
- Éthiopie
  - Addis-Abeba (ambassade)
- Kenya
  - Nairobi (ambassade)
- Liberia
  - Monrovia (ambassade)
- Maroc
  - Rabat (ambassade)
- Mozambique
  - Maputo (ambassade)
- Nigeria
  - Abuja (ambassade)
- Ouganda
  - Kampala (ambassade)
- République démocratique du Congo
  - Kinshasa (ambassade)
- Rwanda
  - Kigali (ambassade)
- Tanzanie
  - Dar es Salam (ambassade)
- Tunisie
  - Tunis (ambassade)
- Zambie
  - Lusaka (ambassade)
- Zimbabwe
  - Harare (ambassade)

## Americas
- Argentine
  - Buenos Aires (ambassade (en))
- Bolivie
  - La Paz (ambassade)
- Brésil
  - Brasilia (ambassade)
- Canada
  - Ottawa (ambassade (en))
- Chili
  - Santiago (ambassade)
- Colombie
  - Bogota (ambassade)
- Cuba
  - La Havane (ambassade)
- États-Unis
  - Washington (ambassade (en))
  - Houston (Consulat général)
  - New York (consulat général (en))
  - San Francisco (Consulat général)
- Guatemala
  - Guatemala (ambassade)
- Mexique
  - Mexico (ambassade (en))

## Asie
- Arabie saoudite
  - Riyad (ambassade)
- Arménie
  - Erevan (ambassade)
- Azerbaïdjan
  - Bakou (ambassade)
- Bangladesh
  - Dacca (ambassade)
- Chine
  - Pékin (ambassade)
  - Hong Kong (consulat général)
  - Shanghai (consulat général)
- Chypre
  - Nicosie (ambassade)
- Corée du Nord
  - Pyongyang (ambassade (en))
- Corée du Sud
  - Séoul (ambassade)
- Émirats arabes unis
  - Abou Dabi (ambassade)
- Géorgie
  - Tbilissi (ambassade)
- Inde
  - New Delhi (ambassade)
- Indonésie
  - Jakarta (ambassade)
- Iran
  - Téhéran (ambassade)
- Israël
  - Tel Aviv-Jaffa (ambassade)
- Japon
  - Tokyo (ambassade)
- Jordanie
  - Amman (ambassade)
- Kazakhstan
  - Astana (ambassade)
- Liban
  - Beyrouth (ambassade)
- Malaisie
  - Kuala Lumpur (ambassade)
- Pakistan
  - Islamabad (ambassade)
- Palestine
  - Jérusalem (consulat général)
- Philippines
  - Manille (ambassade)
- Qatar
  - Doha (ambassade)
- Singapour
  - Singapour (ambassade)
- Syrie
  - Damas (ambassade)
- Taïwan
  - Taipei (Conseil suédois du commerce et de l'investissement (en))
- Thaïlande
  - Bangkok (ambassade (en))
- Turquie
  - Ankara (ambassade)
  - Istanbul (consulat général)
- Vietnam
  - Hanoï (ambassade)

## Europe
- Albanie
  - Tirana (ambassade)
- Allemagne
  - Berlin (ambassade (en))
- Autriche
  - Vienne (ambassade)
- Belgique
  - Bruxelles (consulat général)
- Biélorussie
  - Minsk (ambassade)
- Bosnie-Herzégovine
  - Sarajevo (ambassade)
- Croatie
  - Zagreb (ambassade)
- Danemark
  - Copenhague (ambassade (en))
- Espagne
  - Madrid (ambassade)
- Estonie
  - Tallinn (ambassade)
- Finlande
  - Helsinki (ambassade)
  - Mariehamn (consulat général)
- France
  - Paris (ambassade)
- Grèce
  - Athènes (ambassade (en))
- Hongrie
  - Budapest (ambassade)
- Irlande
  - Dublin (ambassade)
- Islande
  - Reykjavik (ambassade)
- Italie
  - Rome (ambassade (en))
- Kosovo
  - Pristina (ambassade)
- Lettonie
  - Riga (ambassade)
- Lituanie
  - Vilnius (ambassade)
- Macédoine du Nord
  - Skopje (ambassade)
- Moldavie
  - Chișinău (ambassade)
- Norvège
  - Oslo (ambassade)
- Pays-Bas
  - La Haye (ambassade)
- Pologne
  - Varsovie (ambassade)
- Portugal
  - Lisbonne (ambassade)
- République tchèque
  - Prague (ambassade (en))
- Roumanie
  - Bucarest (ambassade)
- Royaume-Uni
  - Londres (ambassade (en))
- Russie
  - Moscou (ambassade (en))
  - Saint-Pétersbourg (consulat général)
- Serbie
  - Belgrade (ambassade)
- Suisse
  - Berne (ambassade)
- Ukraine
  - Kiev (ambassade)
- Vatican
  - Stockholm (ambassade)[note 1]
  - Rome (chancellerie)[note 1]

## Océanie
- Australie
  - Canberra (ambassade (en))

## Organisations internationales
- Bruxelles (missions permanentes auprès de l'Union européenne et de l'OTAN)
- Genève (mission permanente auprès de l'Office des Nations unies et d'autres organisations internationales)
- New York (mission permanente auprès des Nations unies)
- Paris (missions permanentes auprès de l'Organisation de coopération et de développement économiques et de l'UNESCO)
- Strasbourg (mission auprès du Conseil de l'Europe)
- Vienne (mission auprès de l'Organisation pour la sécurité et la coopération en Europe)

## Galerie

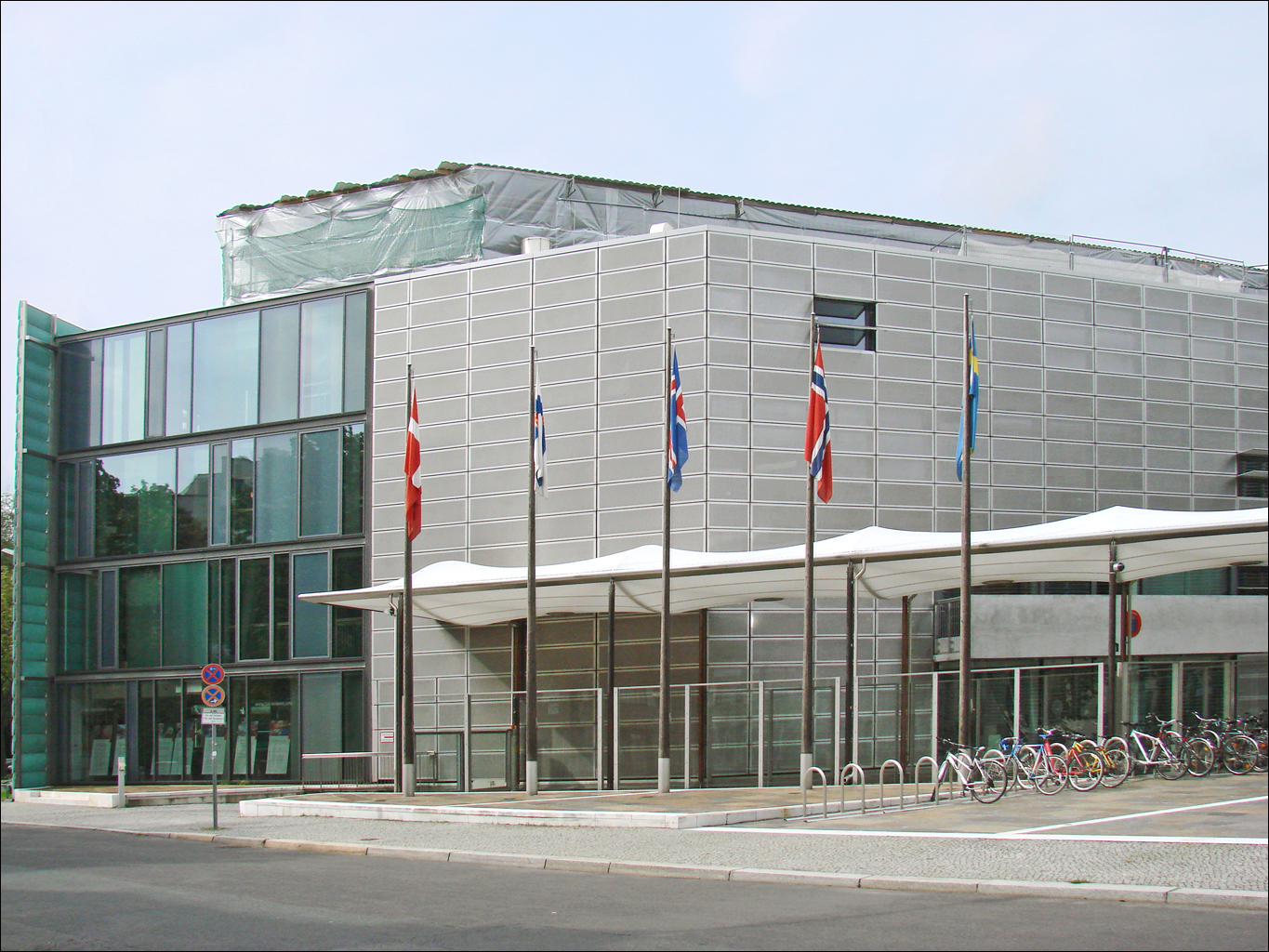
Ambassade à Berlin.
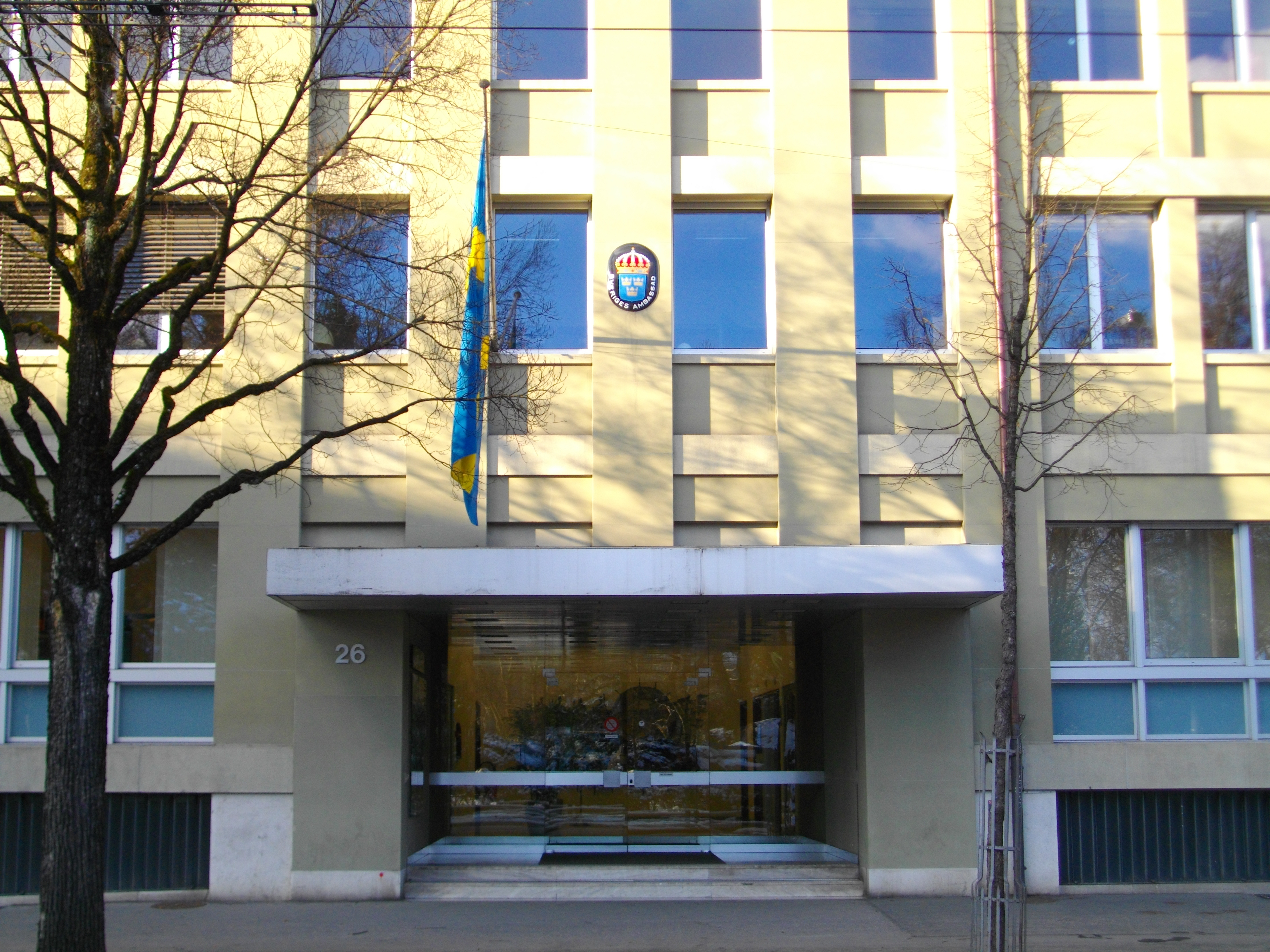
Ambassade à Berne.
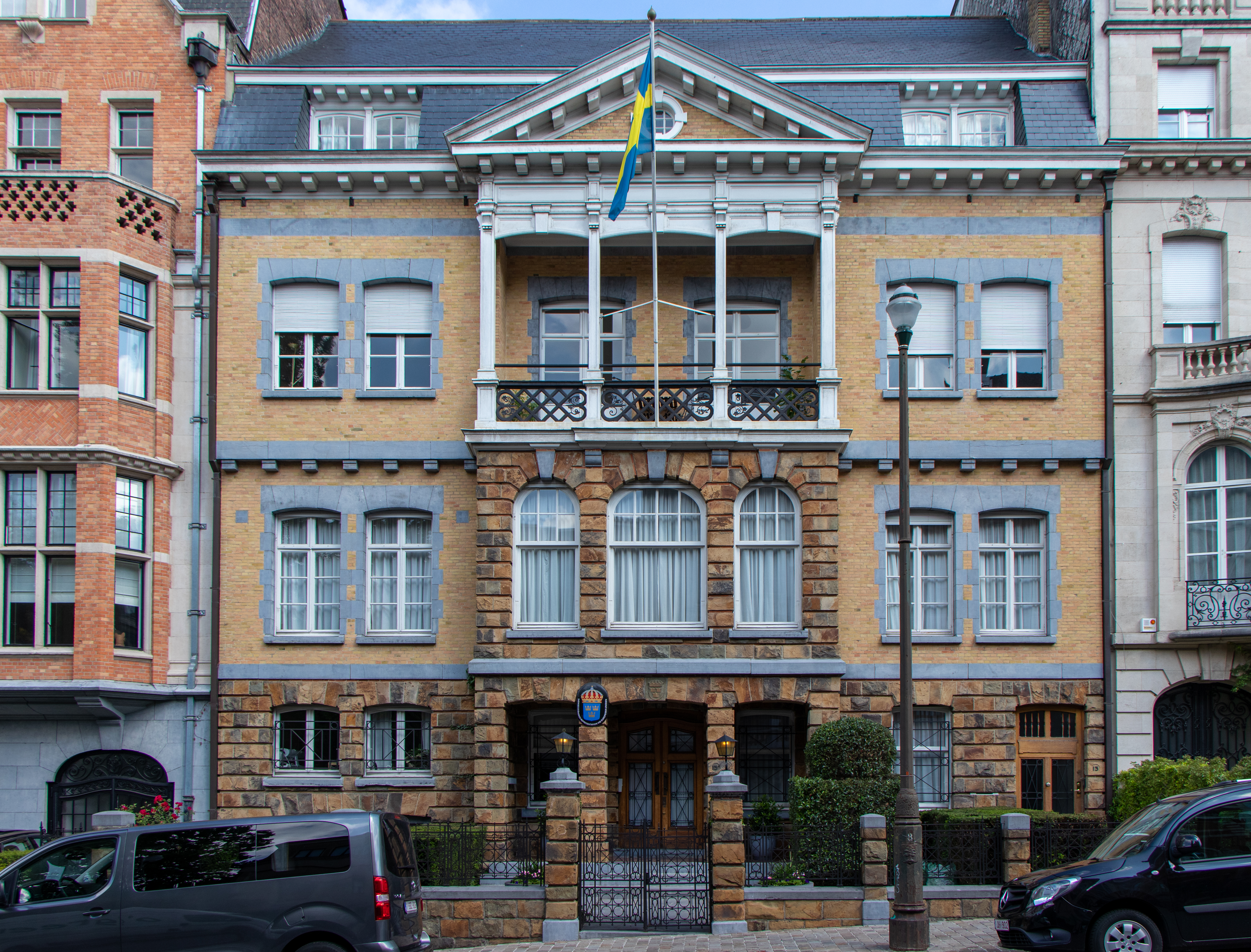
Mission permanente auprès de l'Union européenne à Bruxelles.
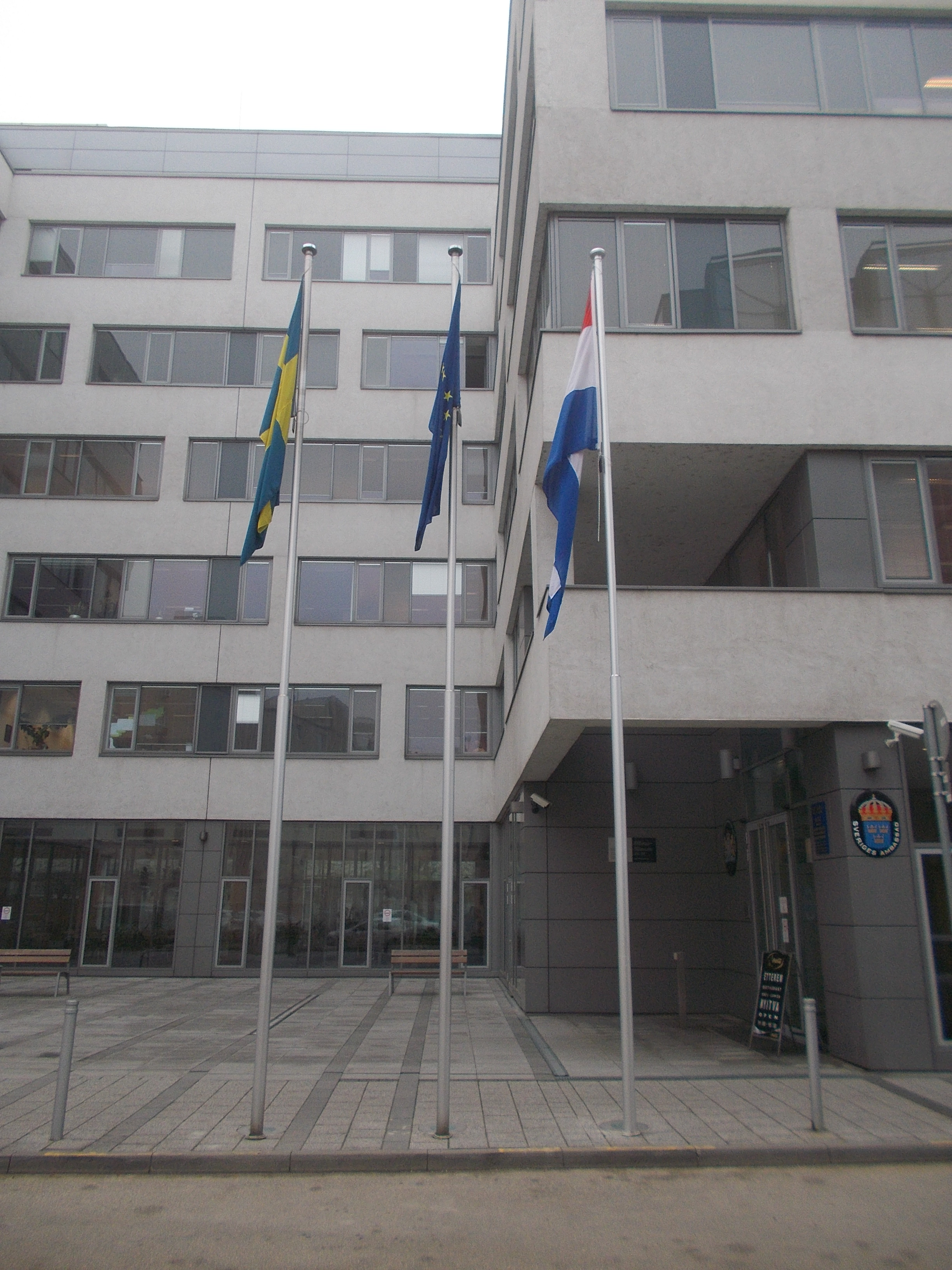
Ambassade à Budapest.
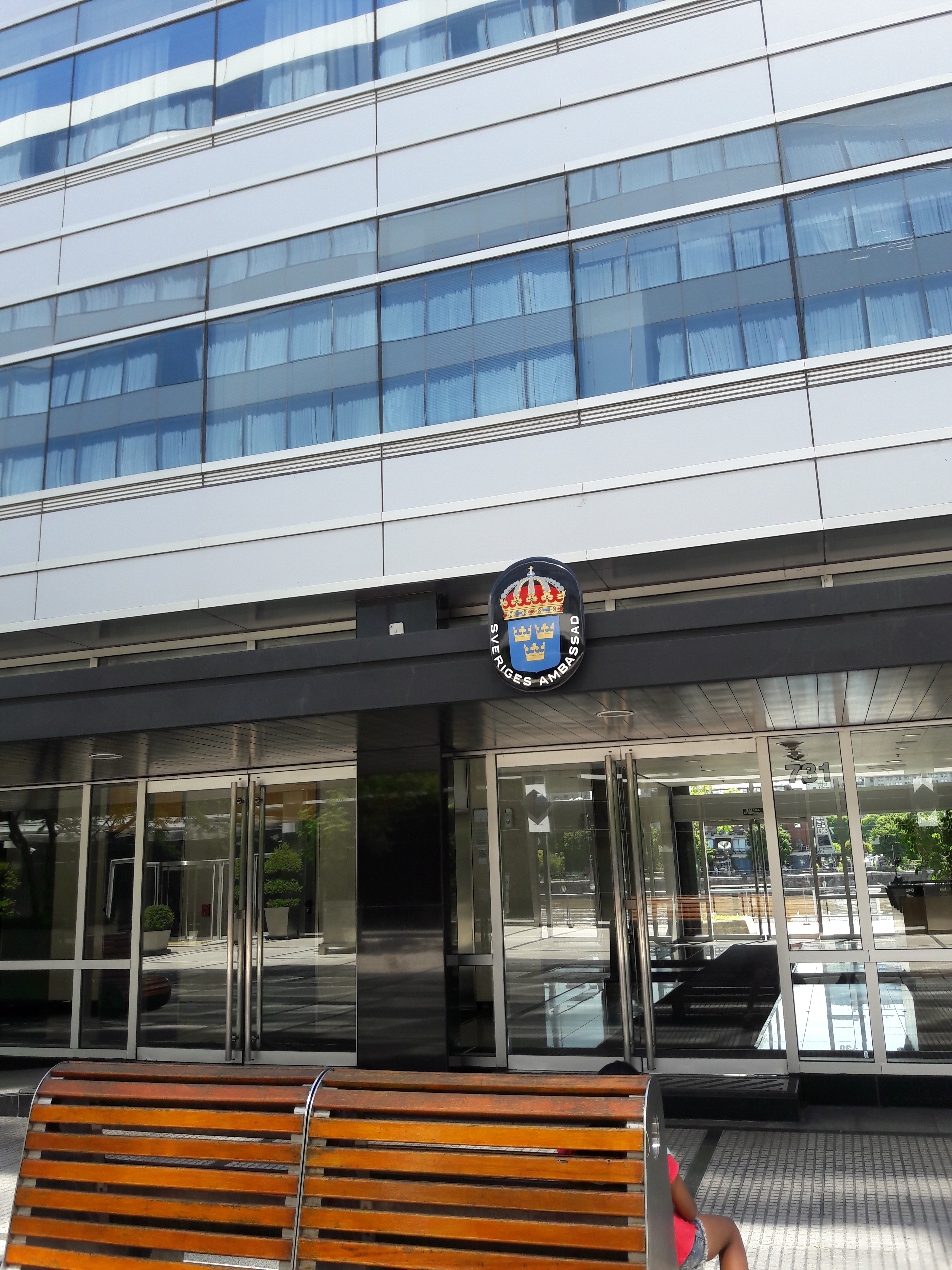
Ambassade à Buenos Aires.
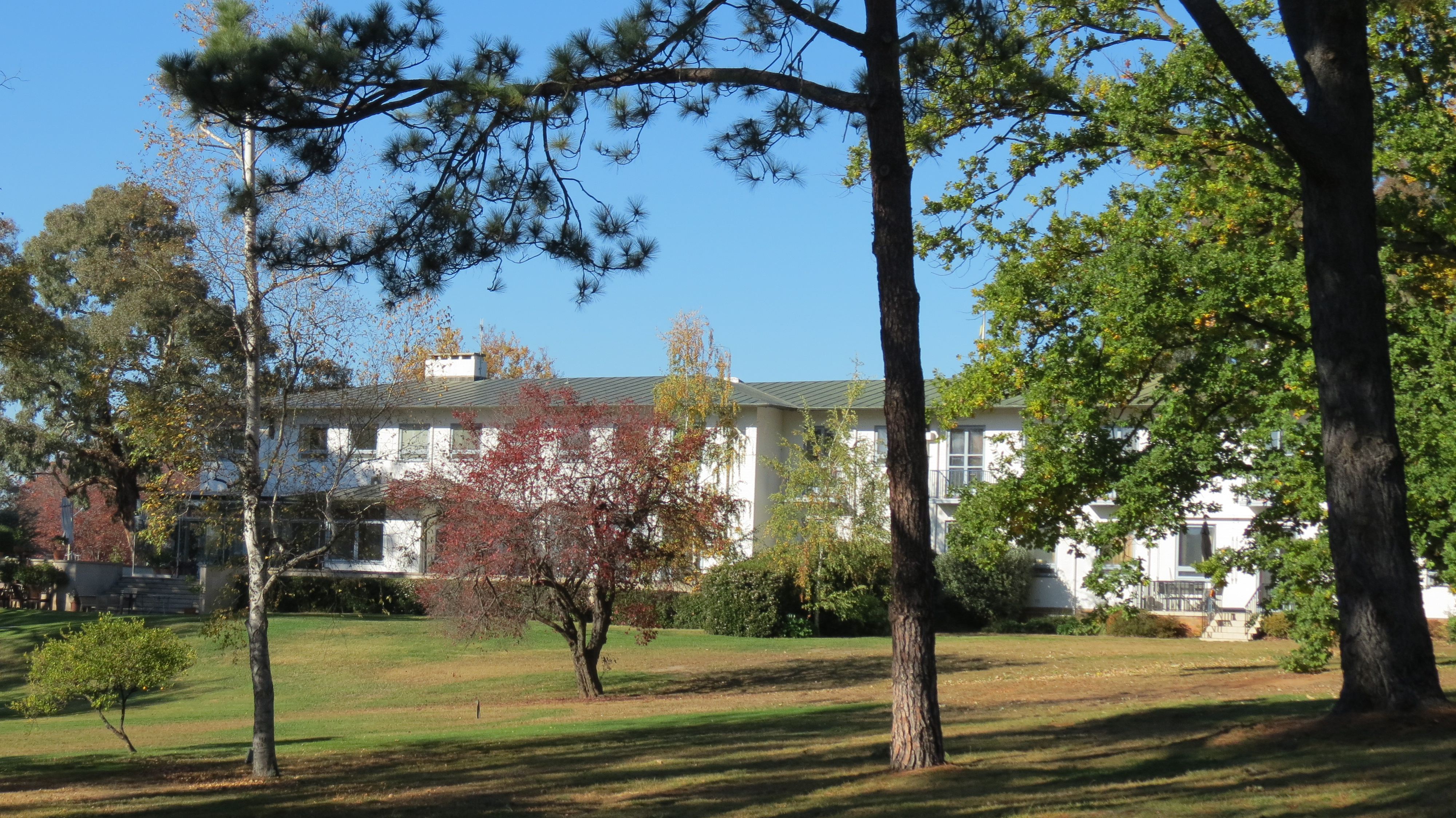
Ambassade à Canberra.
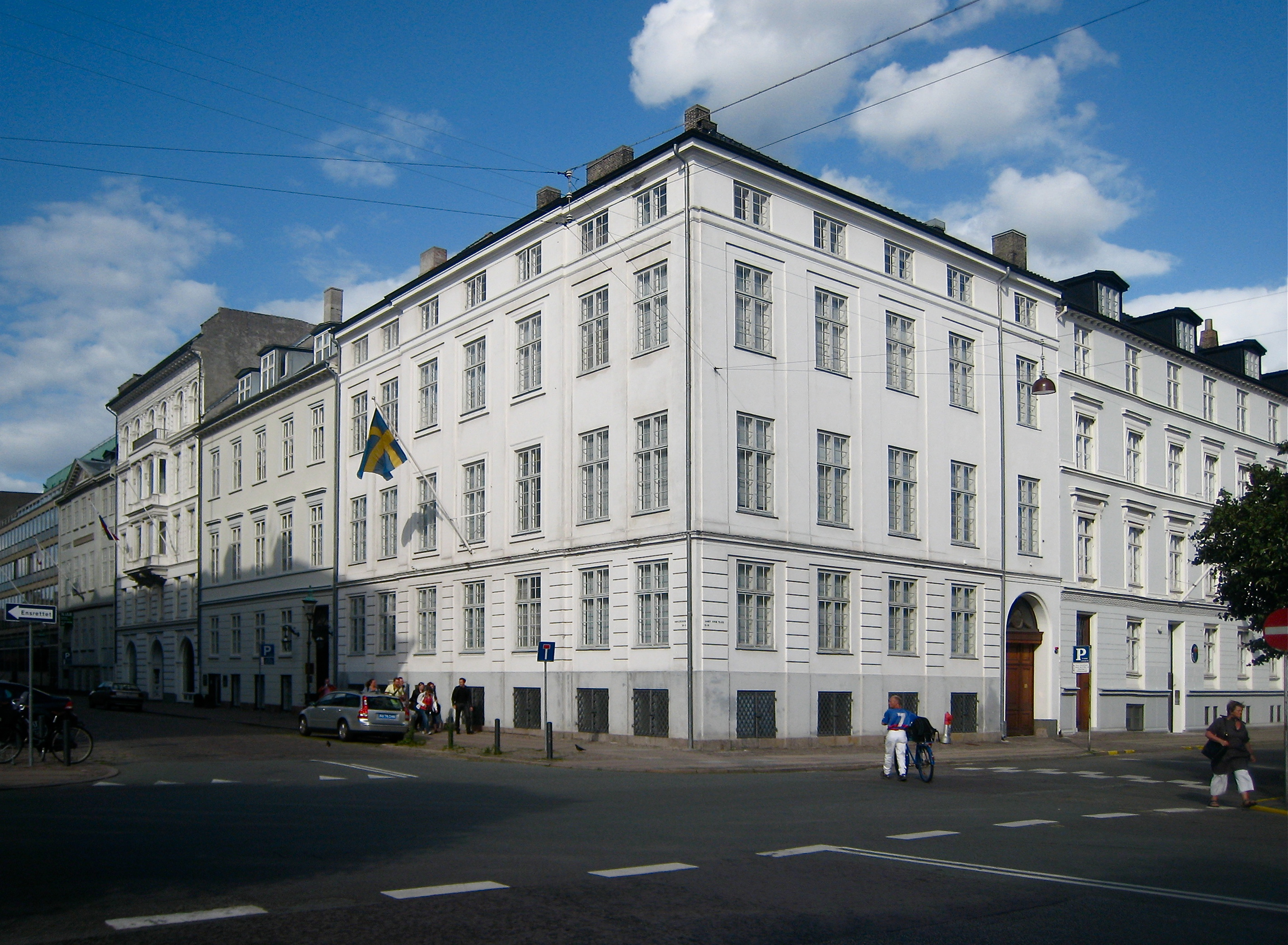
Ambassade à Copenhague.
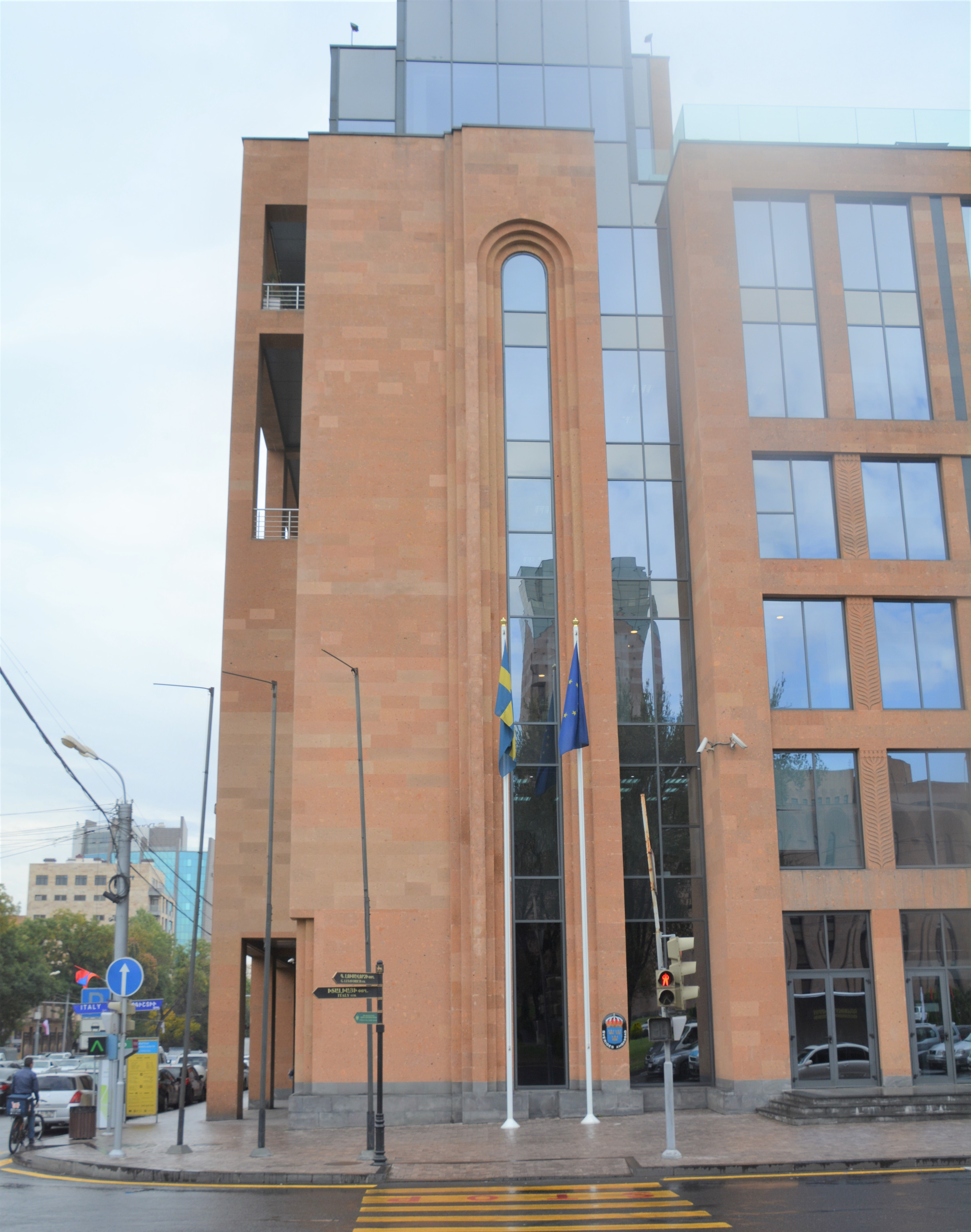
Ambassade à Erevan.
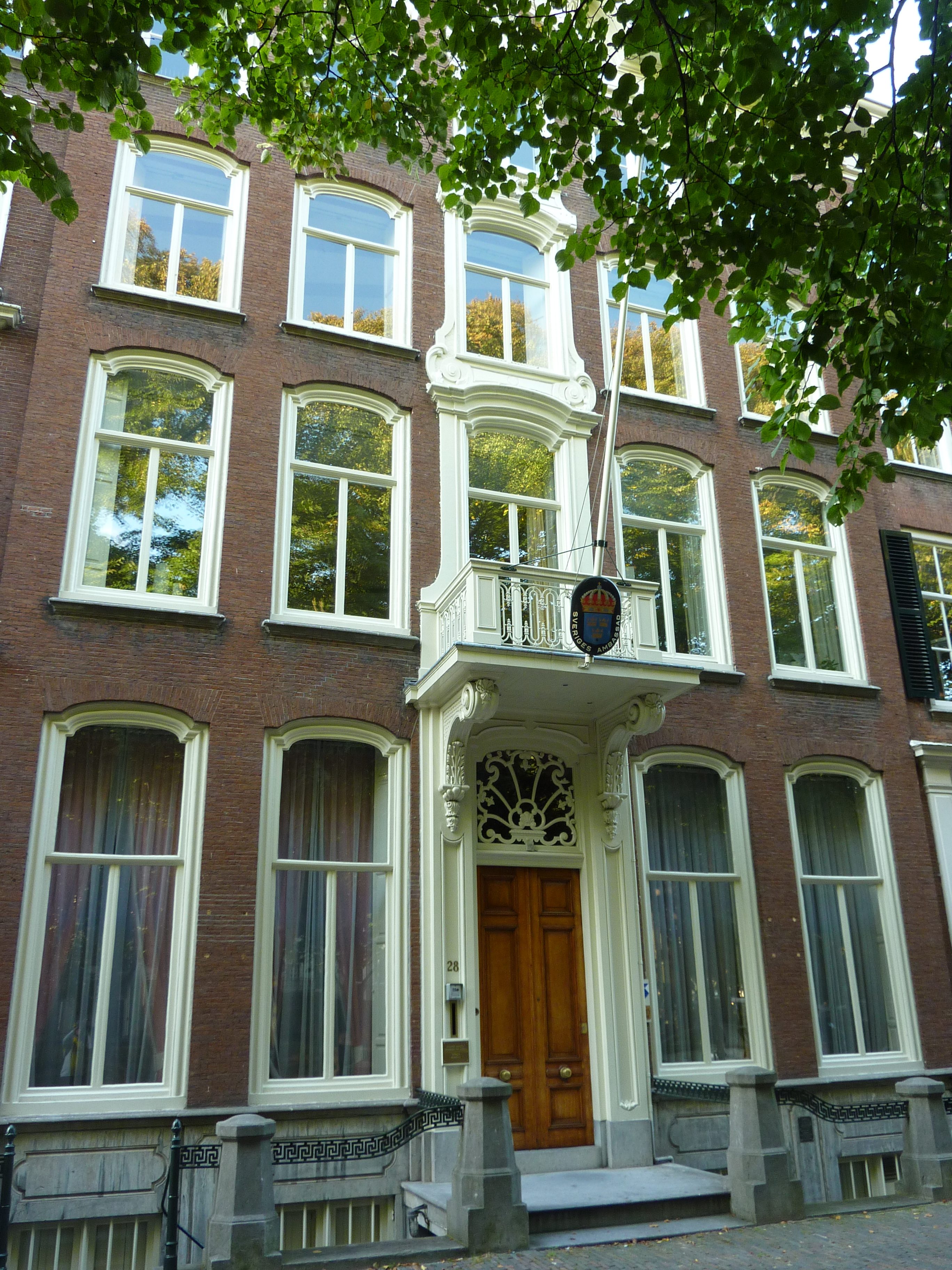
Ambassade à La Haye.
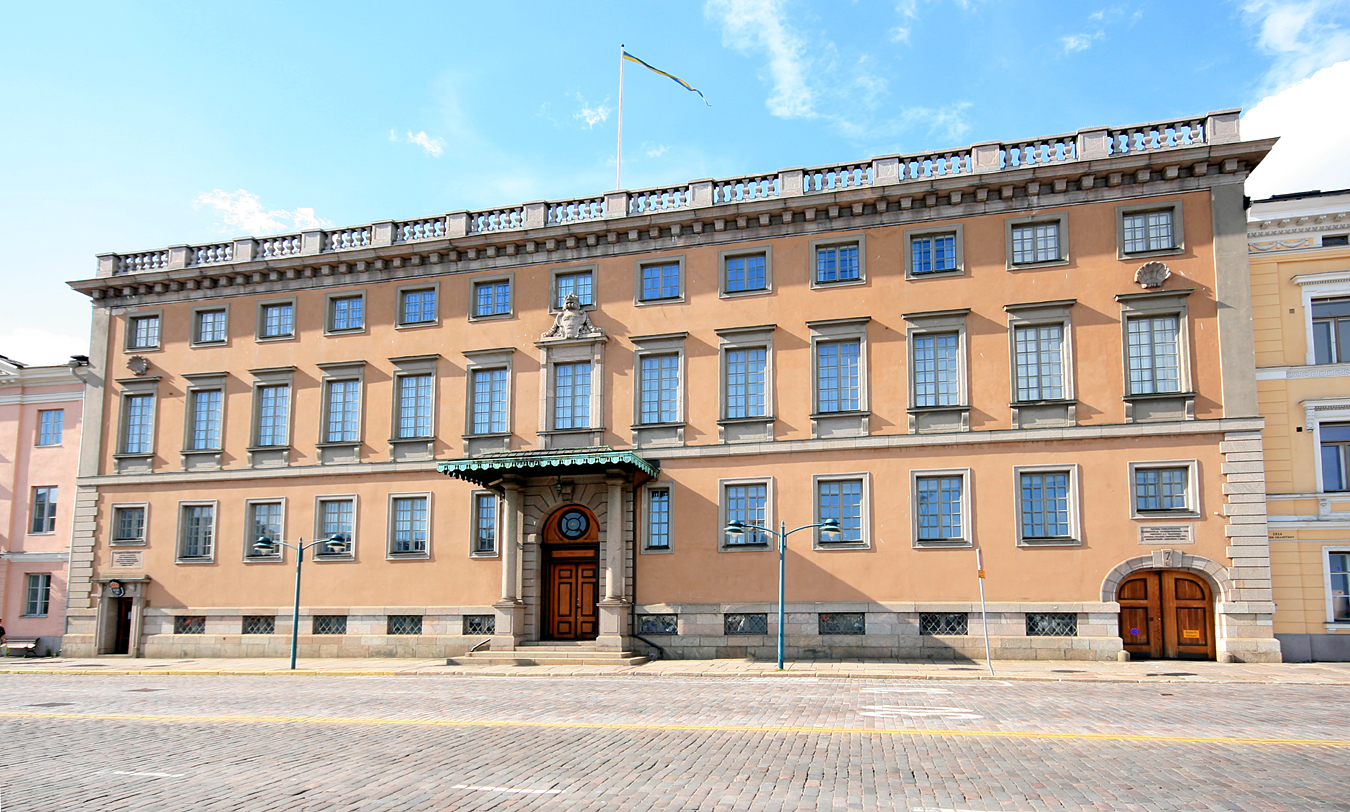
Ambassade à Helsinki.
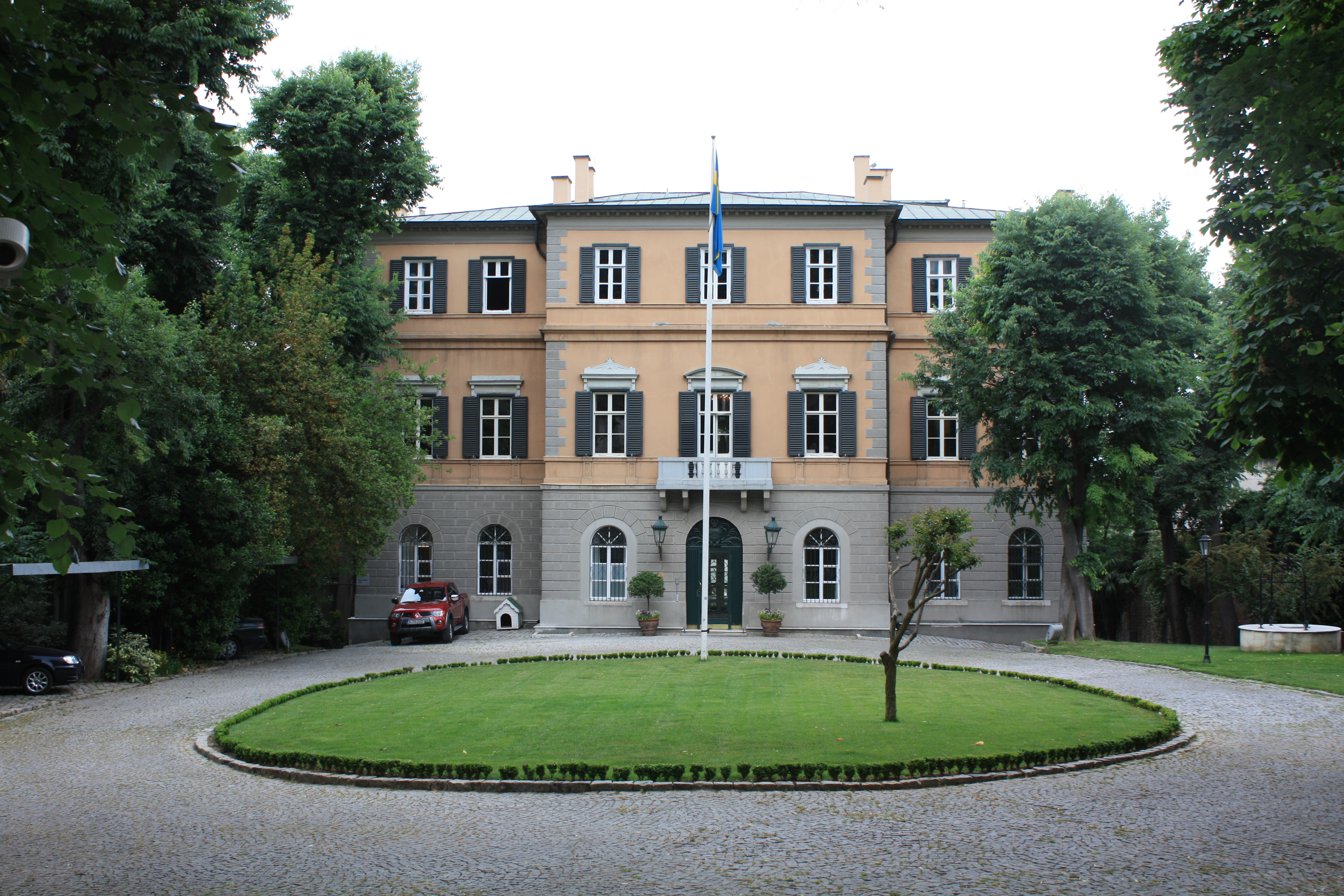
Consulat général à Istanbul.
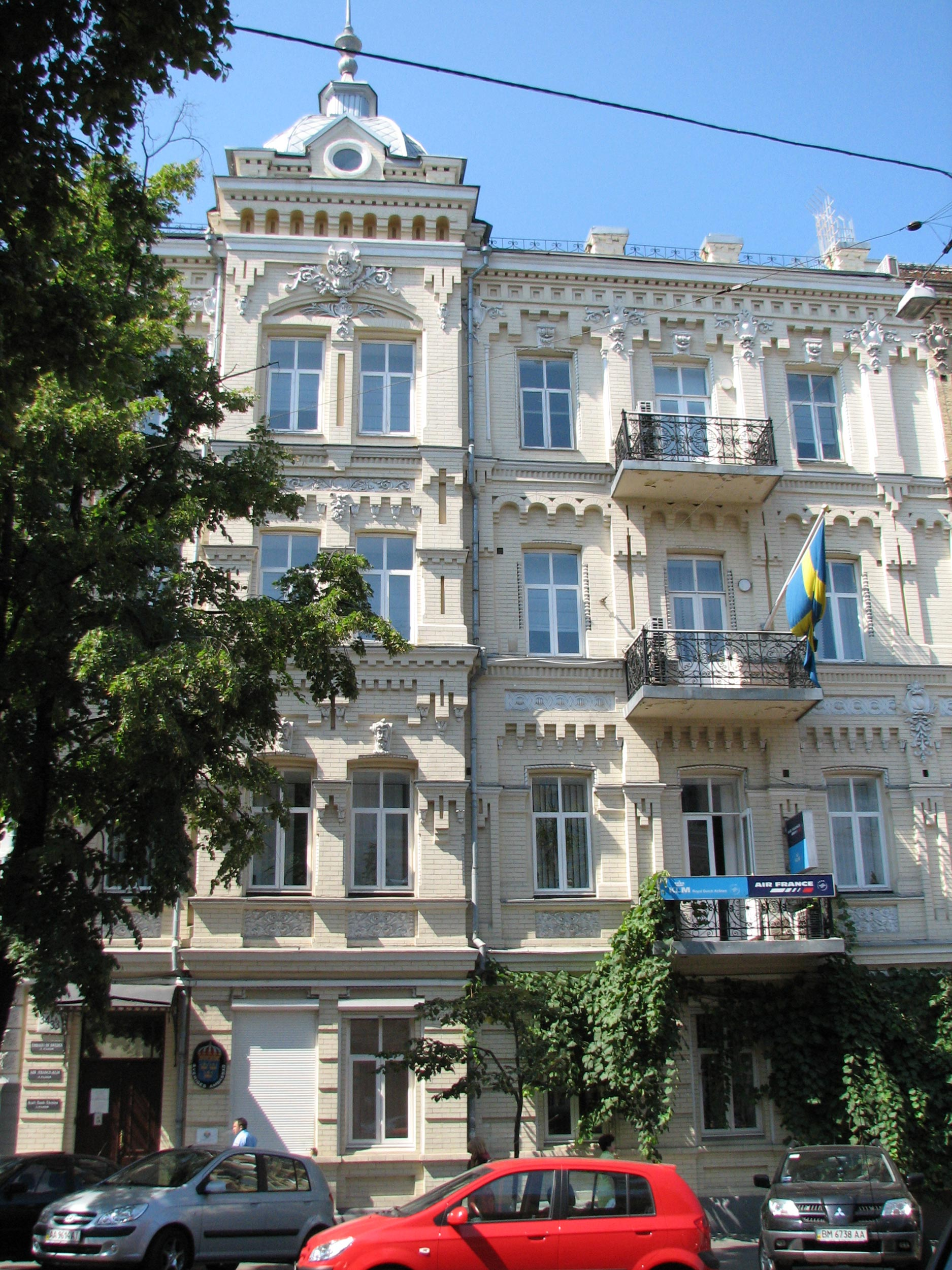
Ambassade à Kiev.
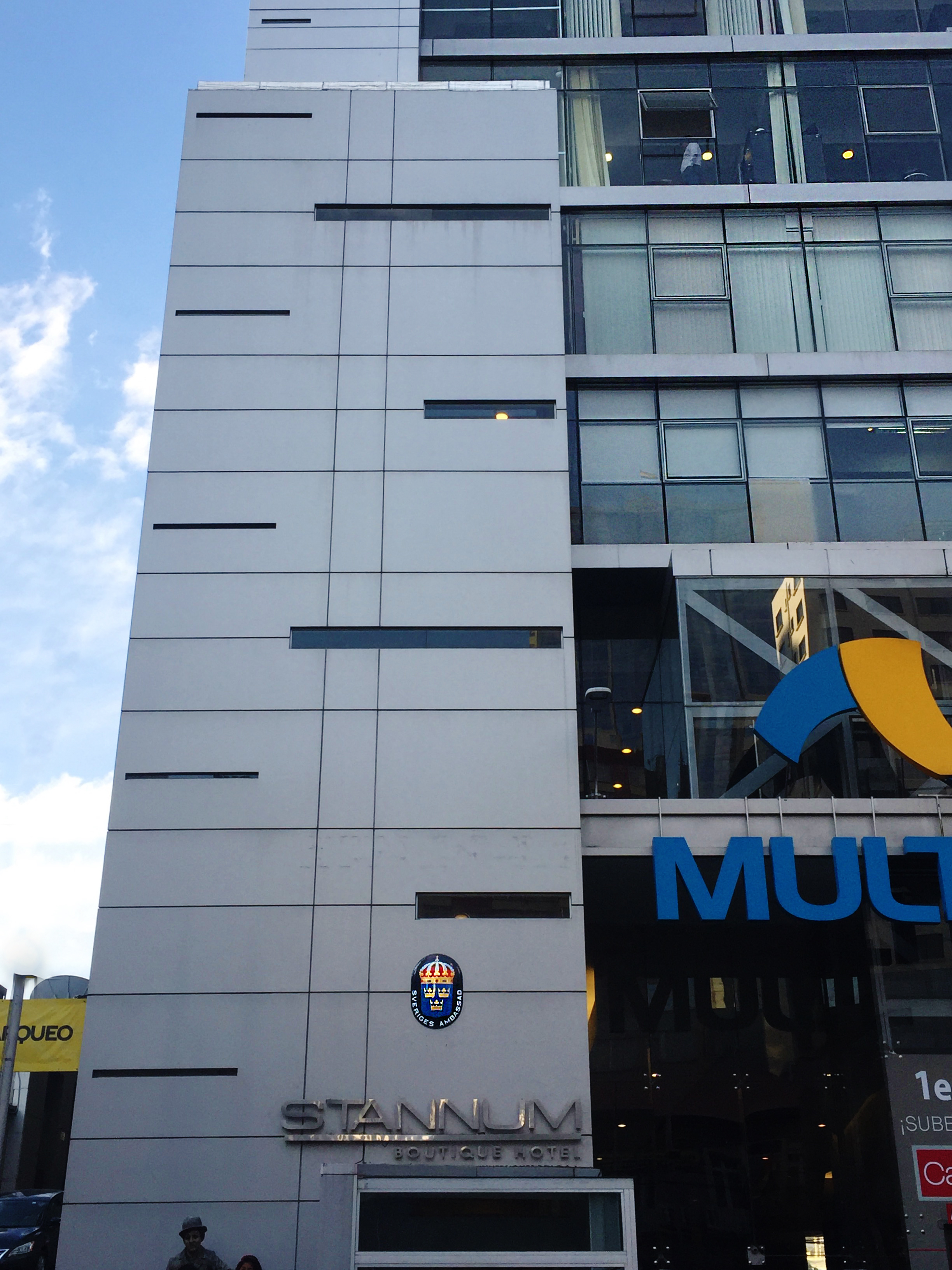
Ambassade à La Paz.
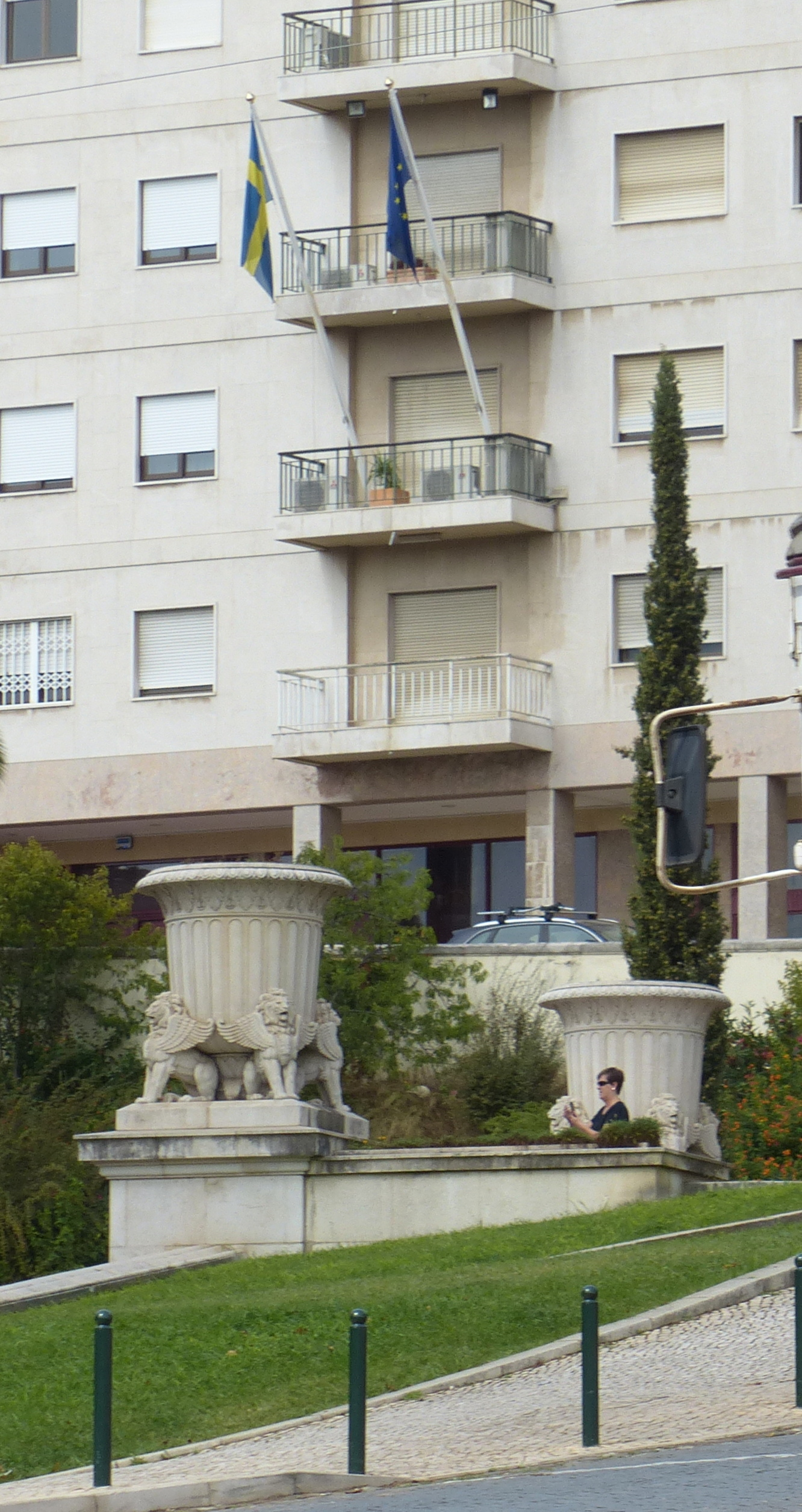
Ambassade à Lisbonne.
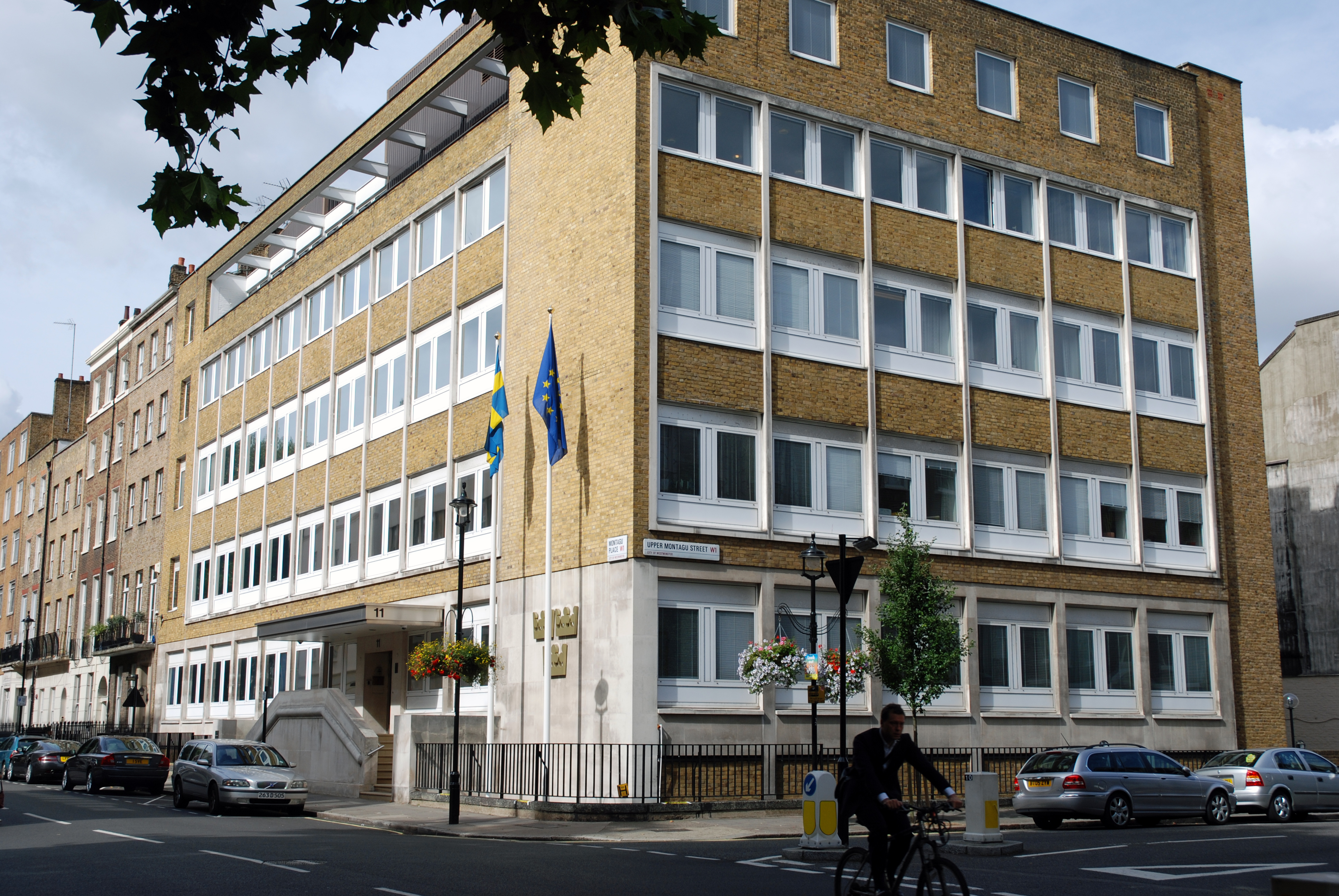
Ambassade à Londres.
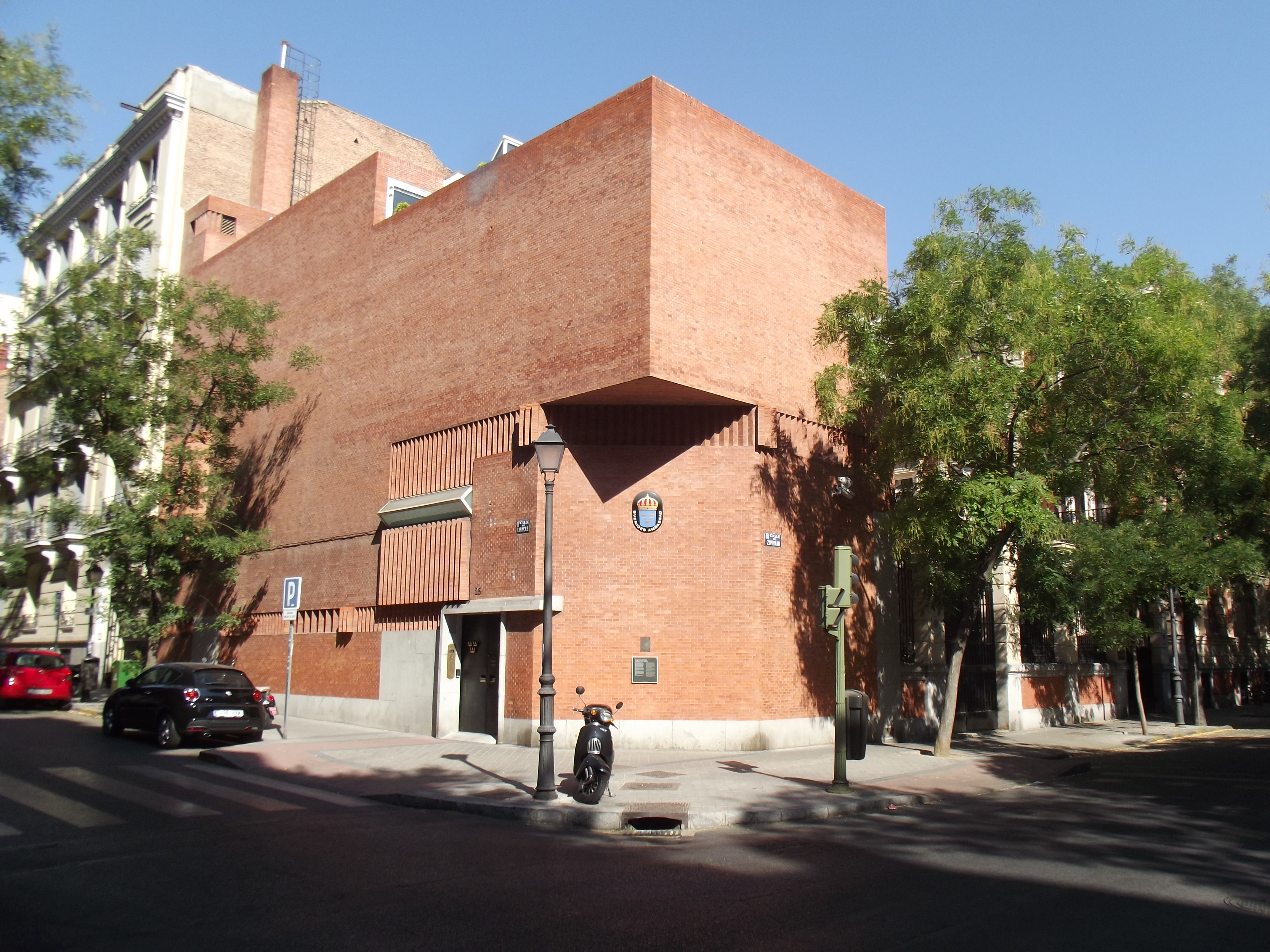
Ambassade à Madrid.
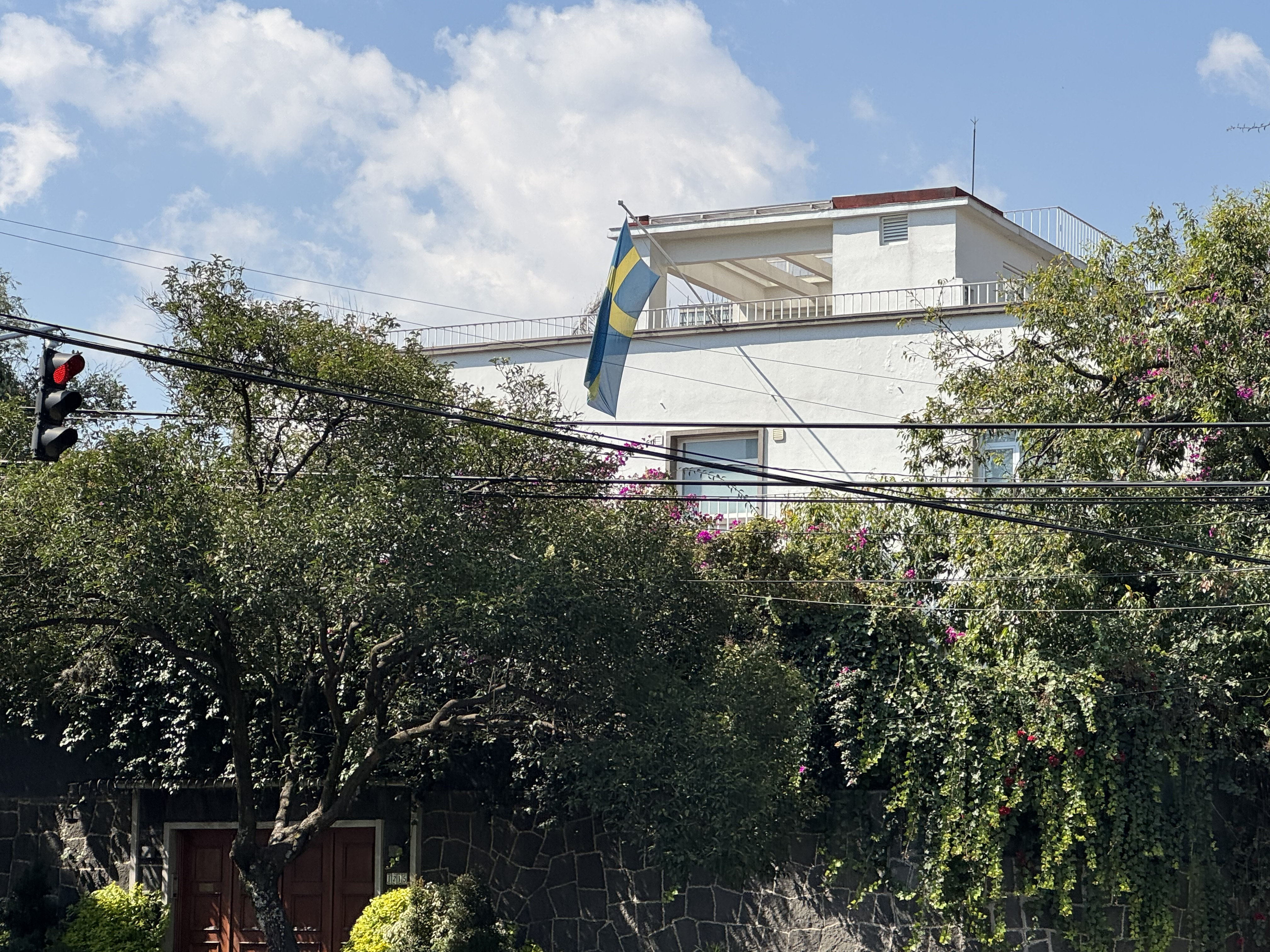
Ambassade à Mexico.
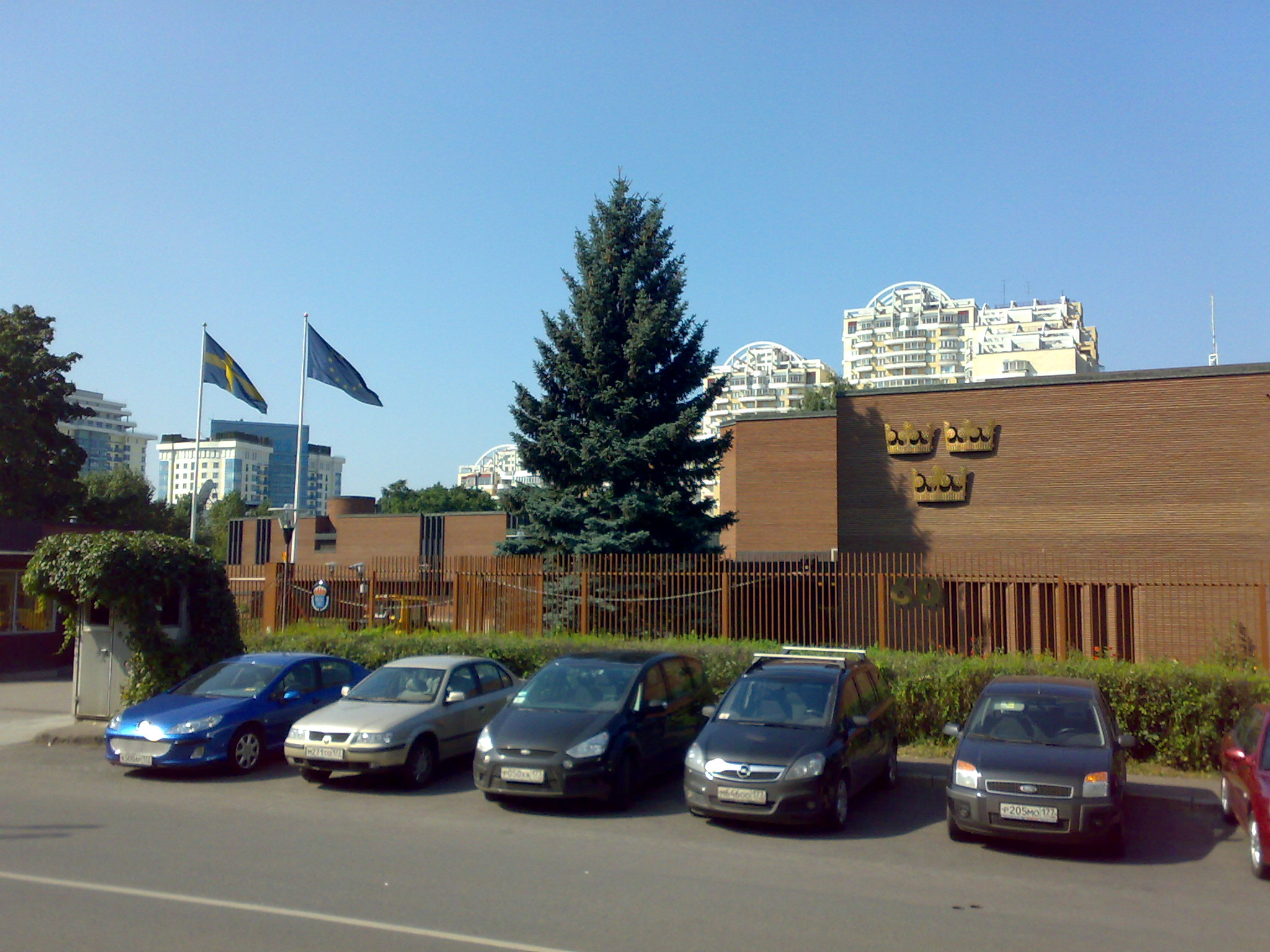
Ambassade à Moscou.
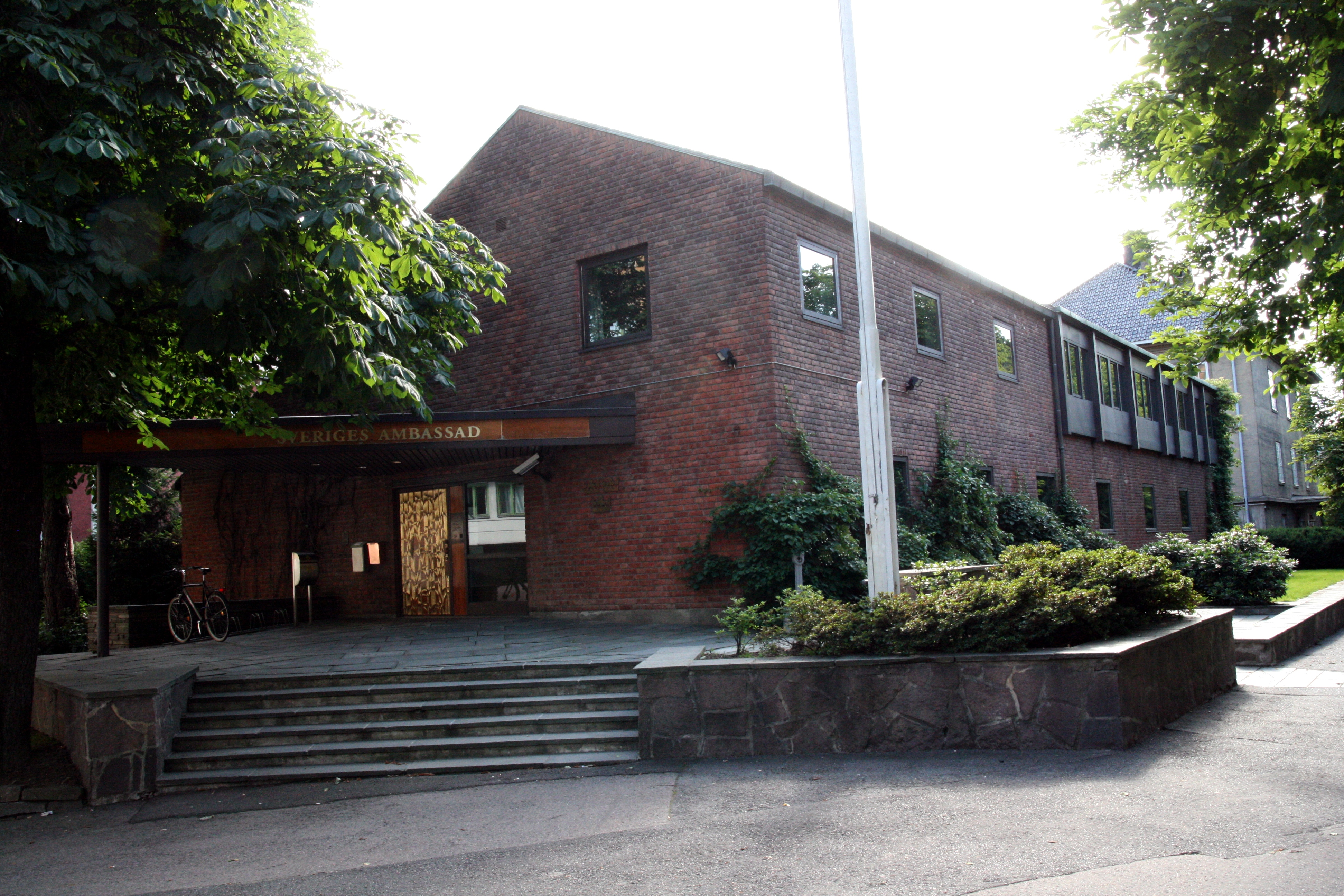
Ambassade à Oslo.
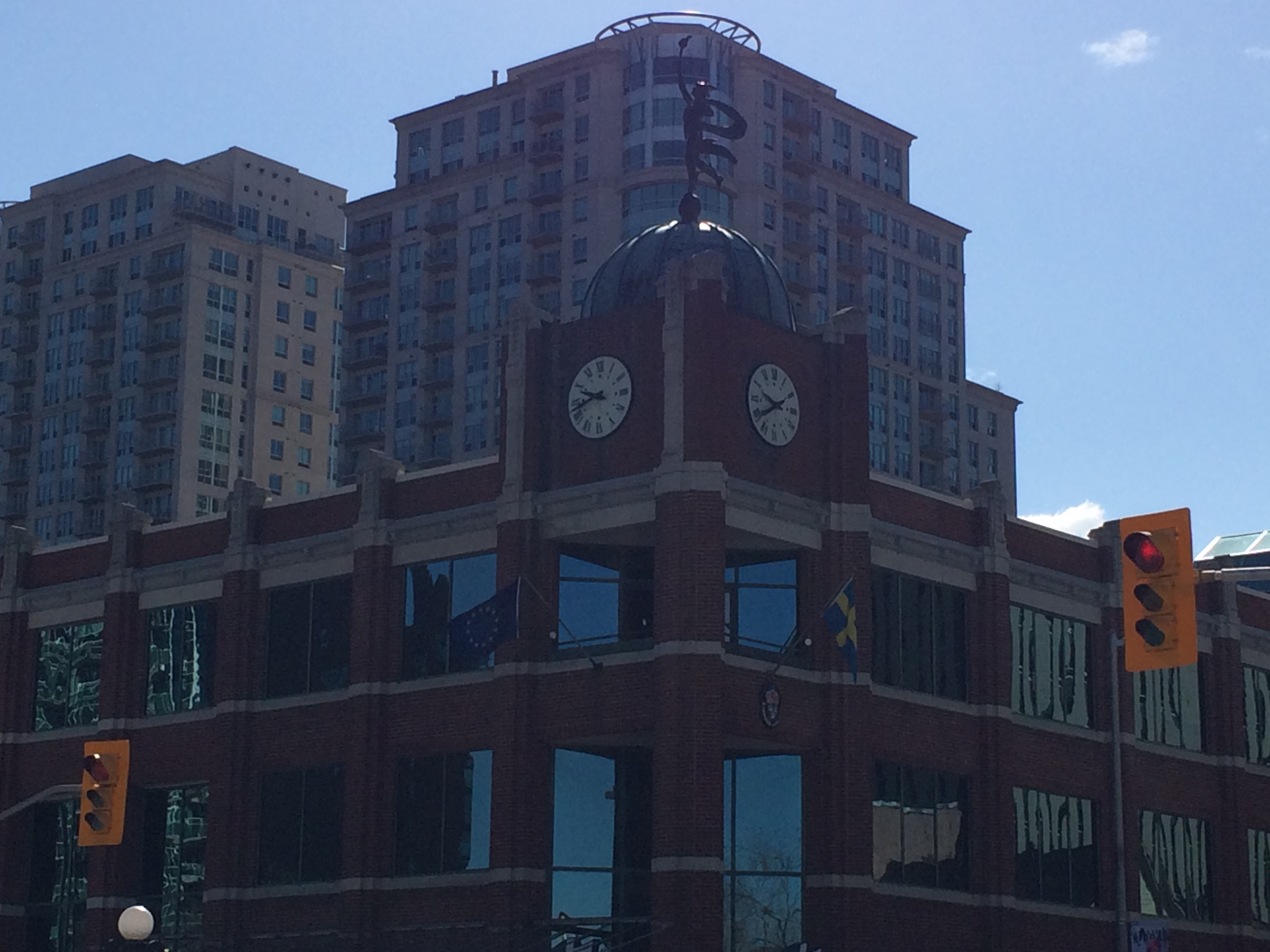
Ambassade à Ottawa.
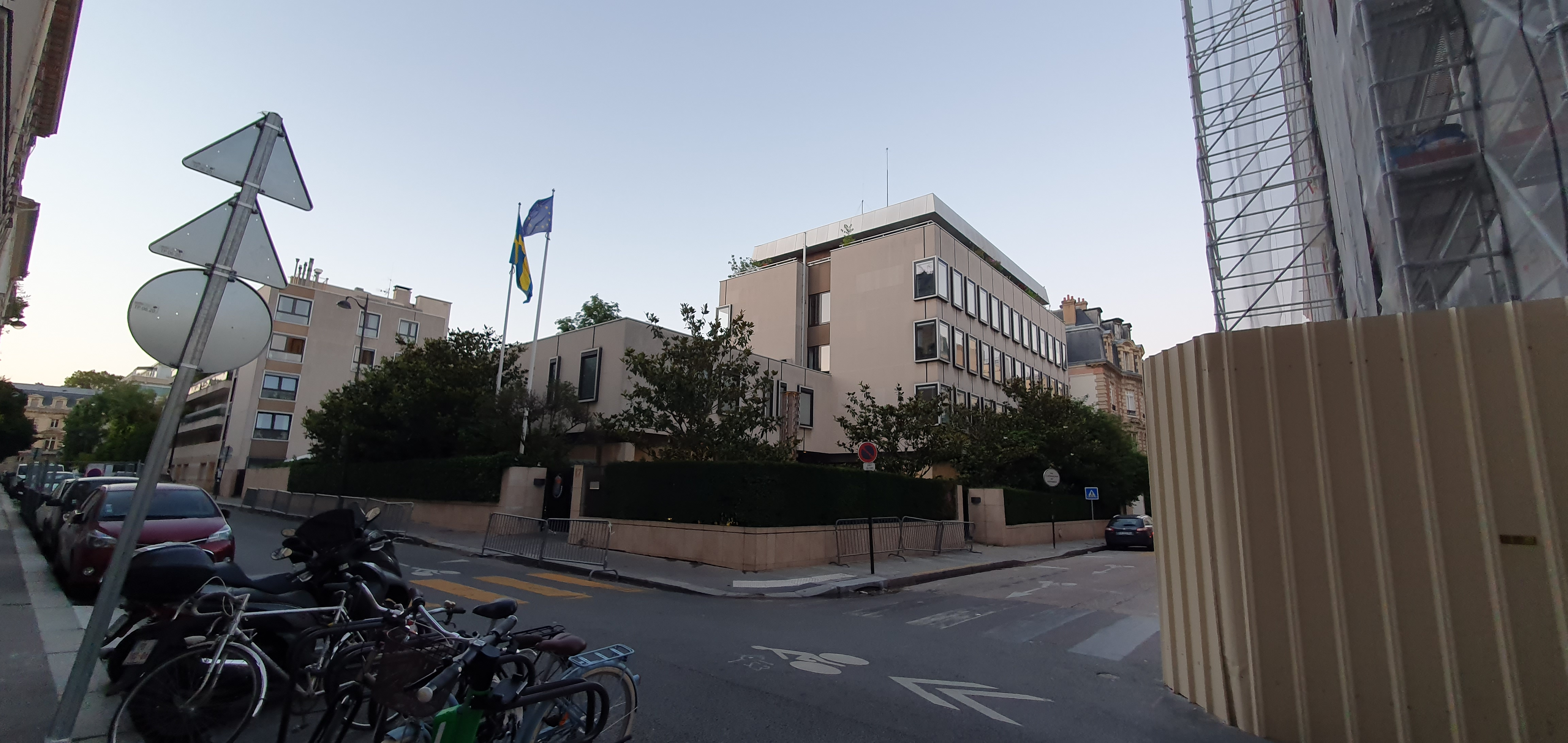
Ambassade à Paris.
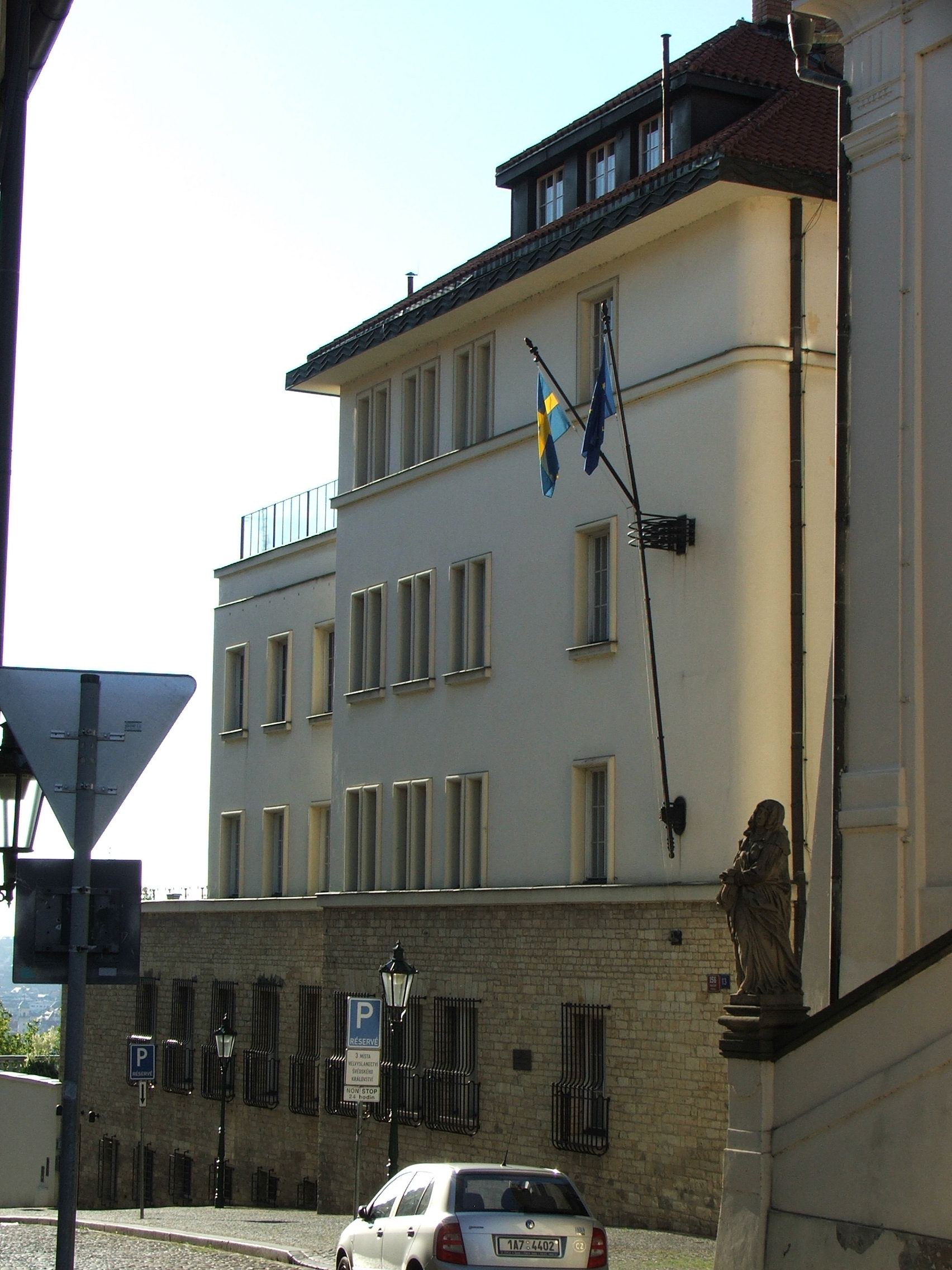
Ambassade à Prague.
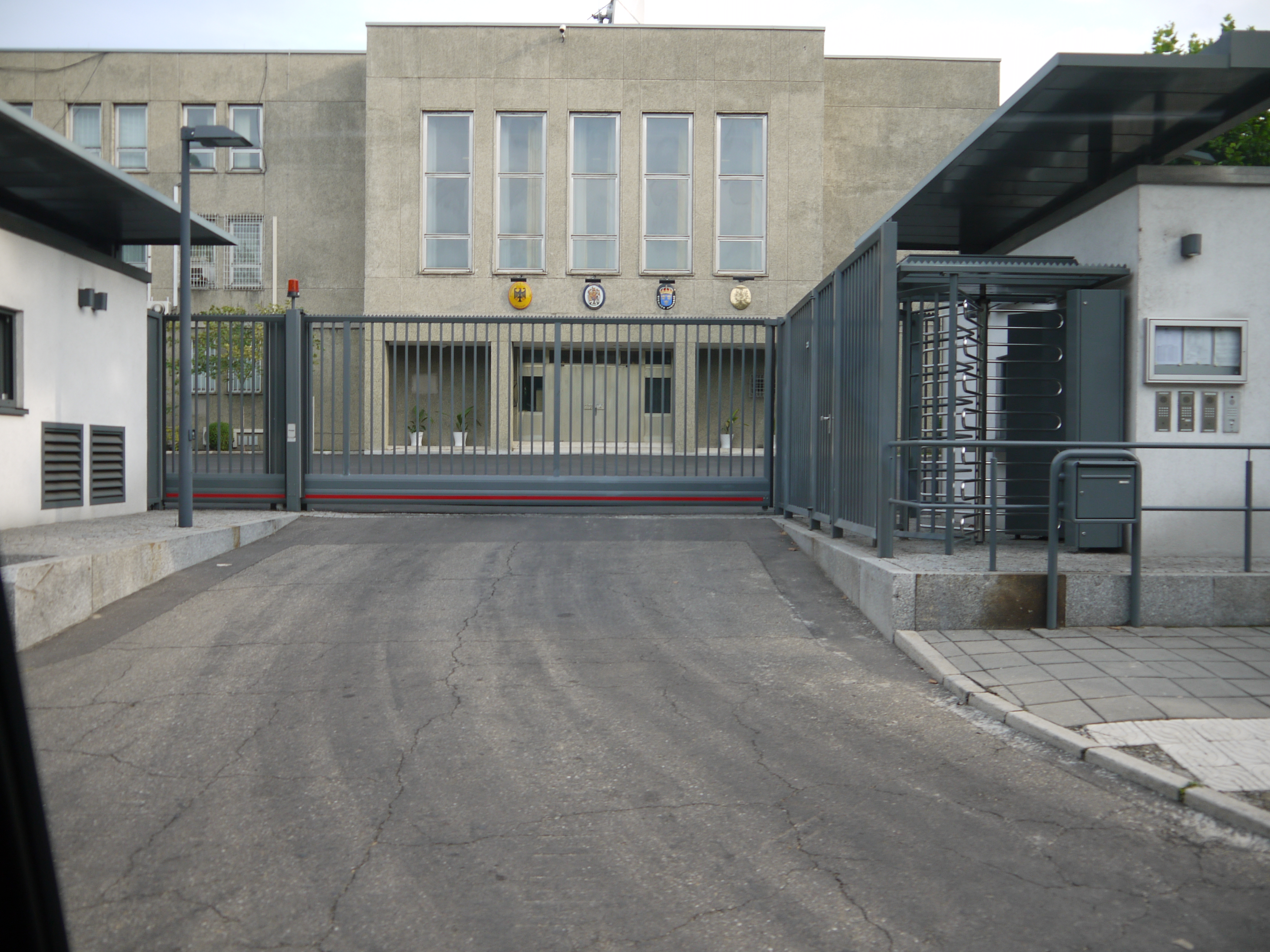
Ambassade à Pyongyang.
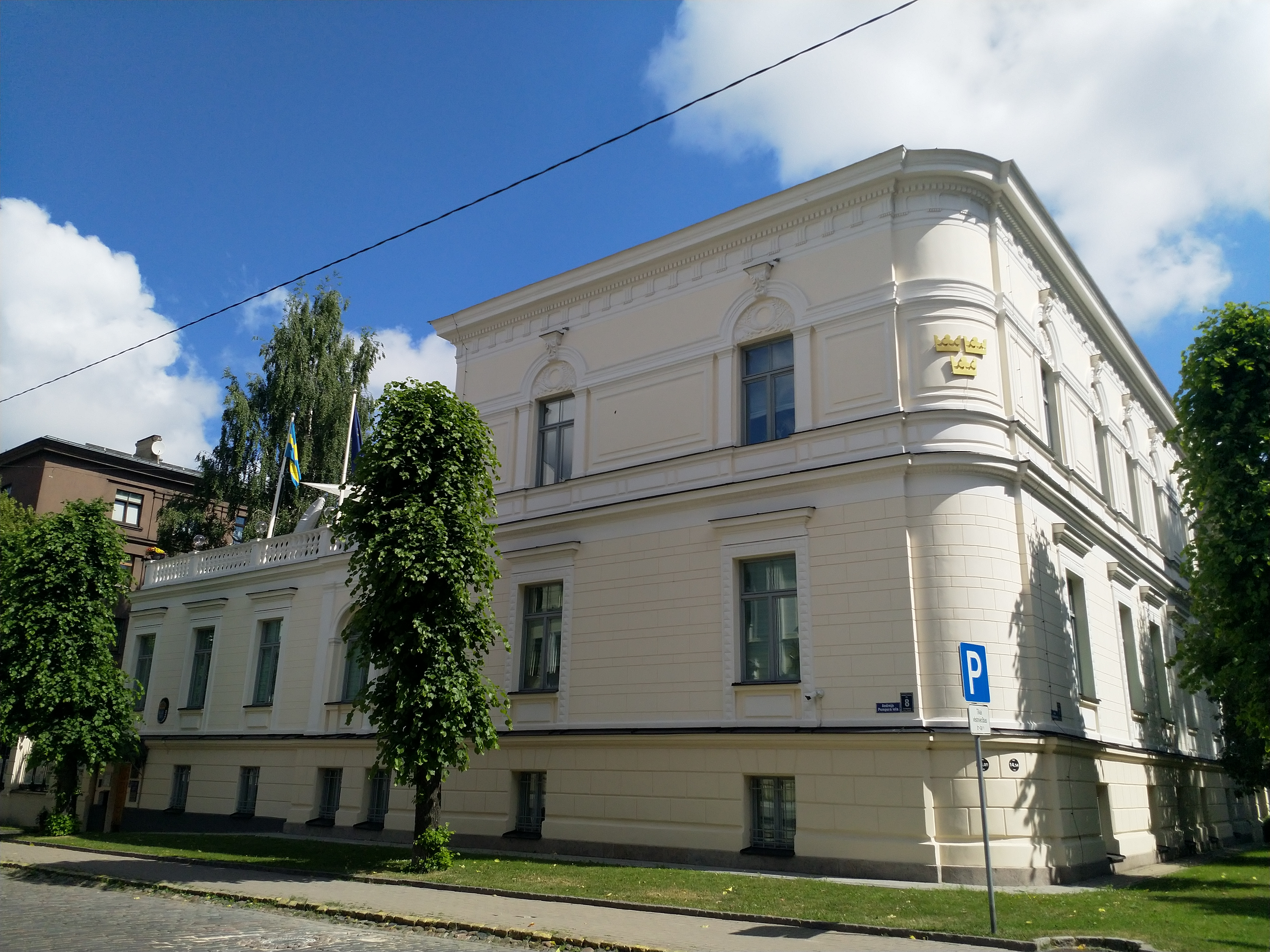
Ambassade à Riga.
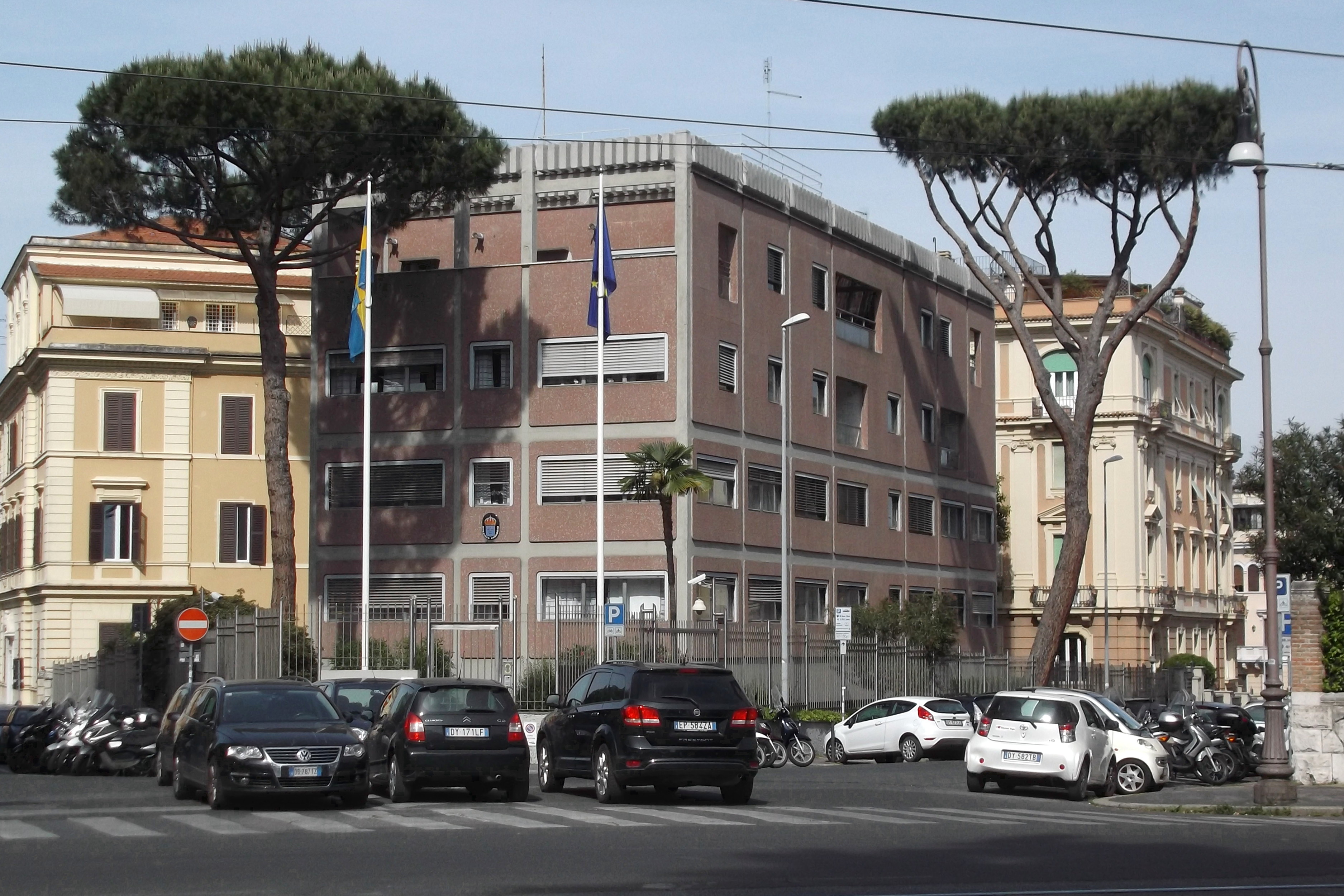
Ambassade à Rome.
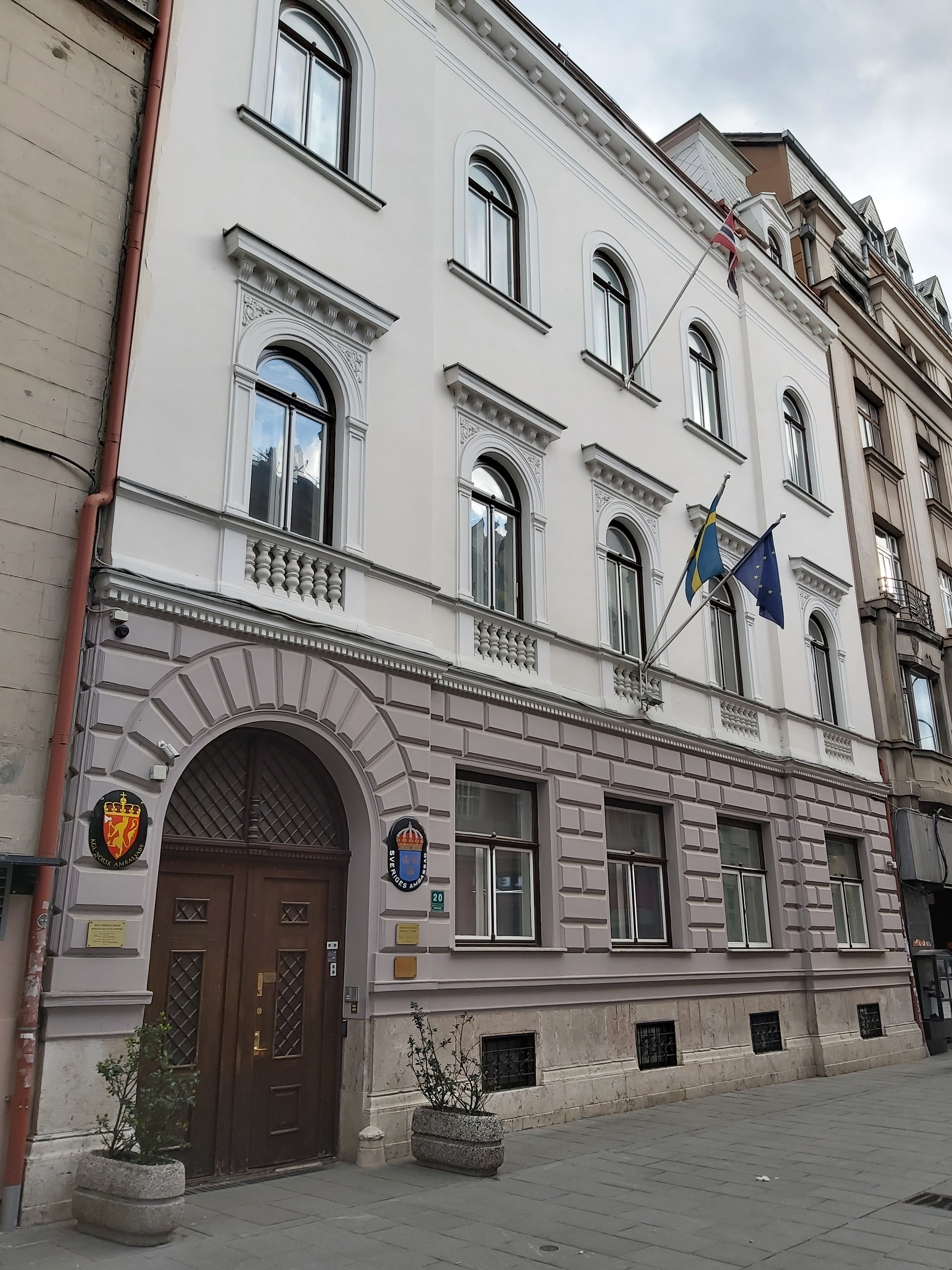
Ambassade à Sarajevo.
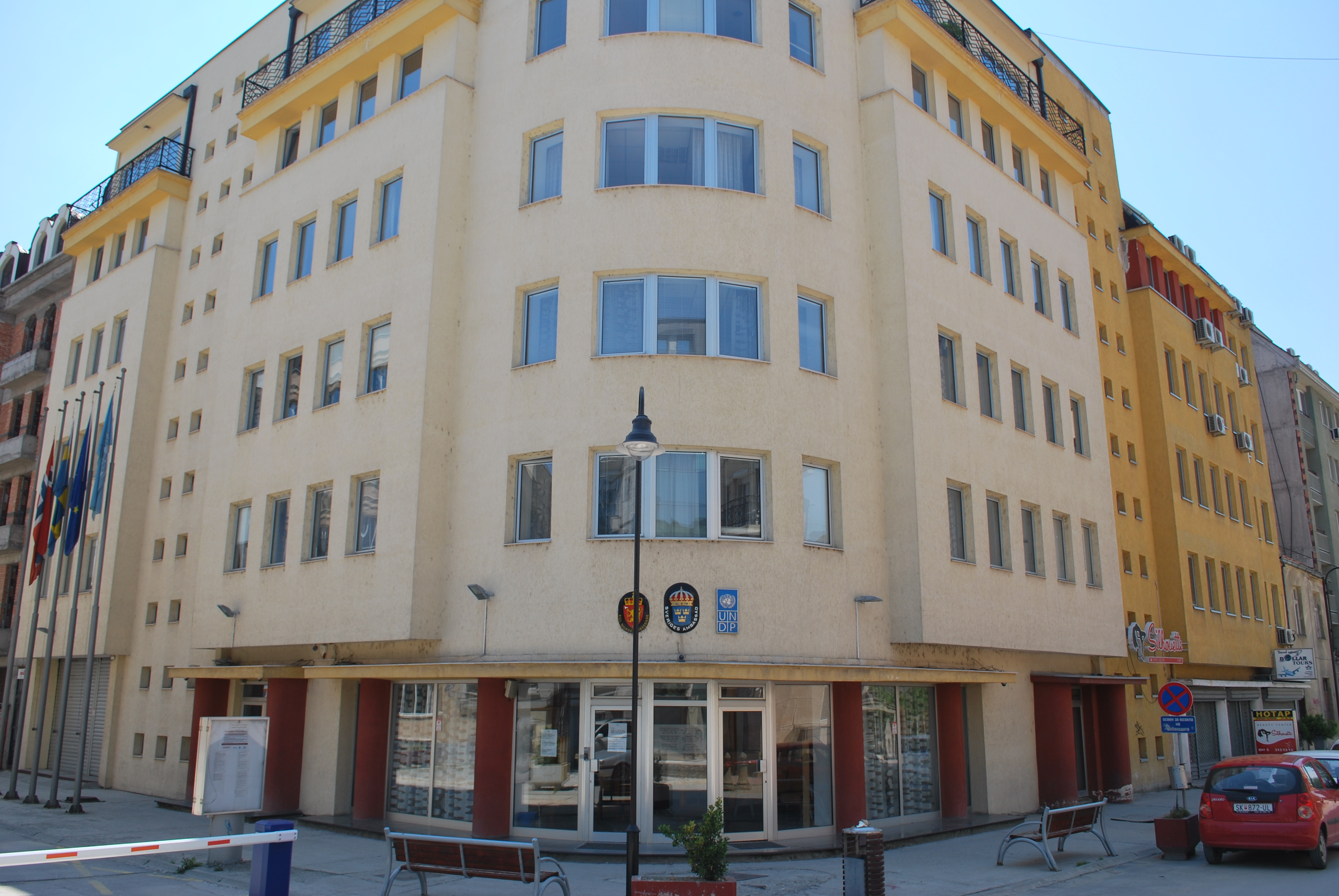
Ambassade à Skopje.
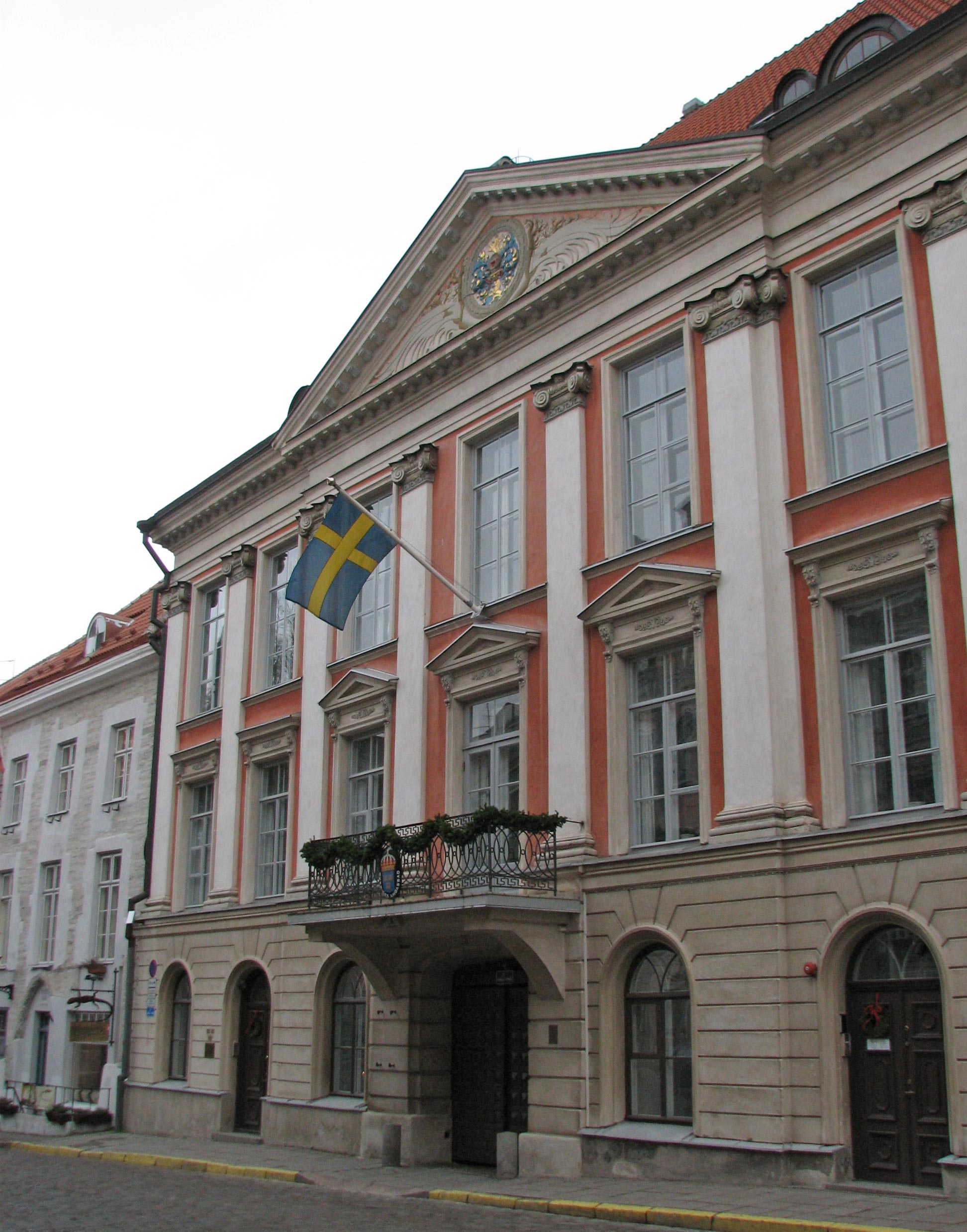
Ambassade à Tallinn.
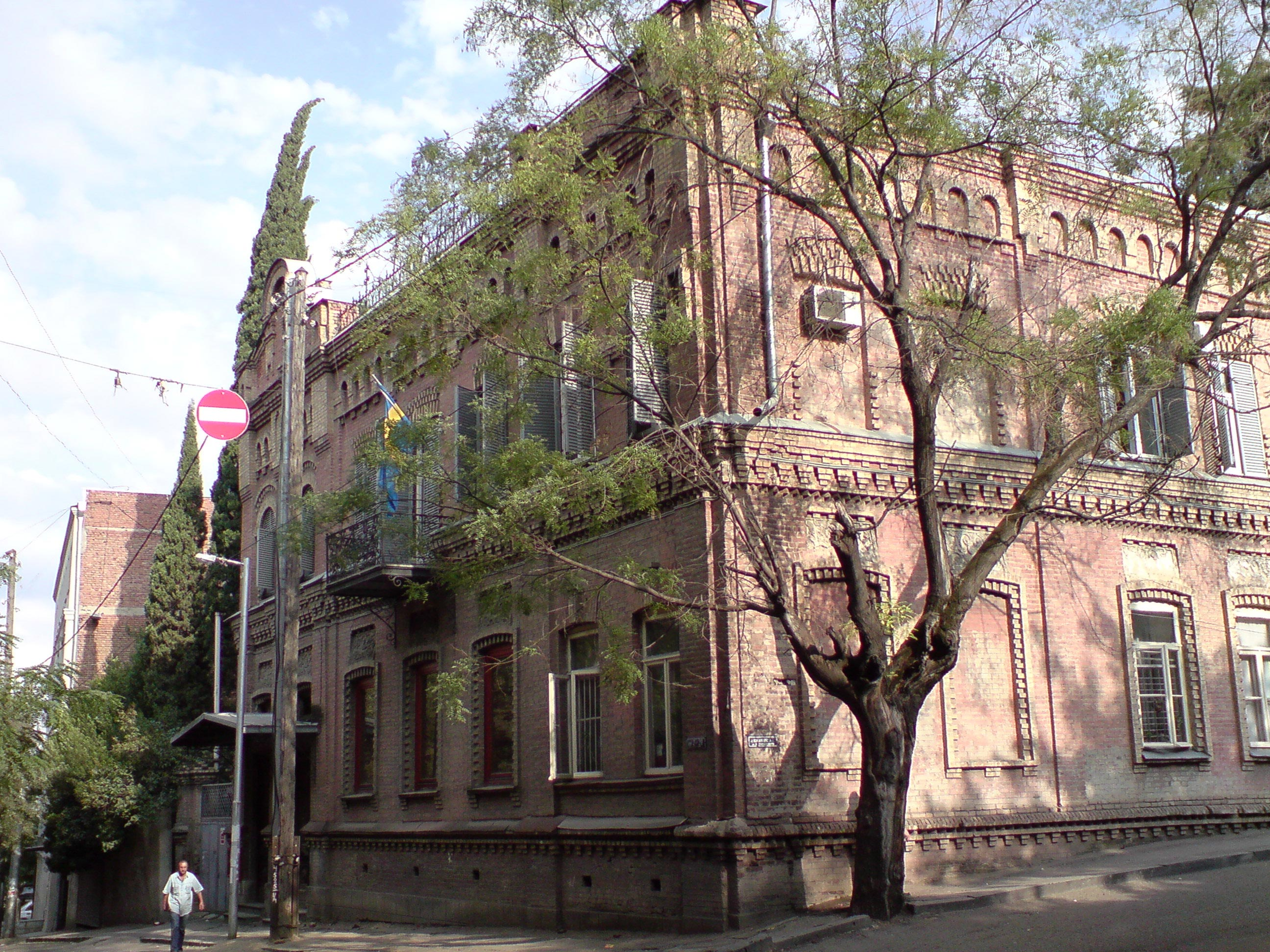
Ambassade à Tbilissi.
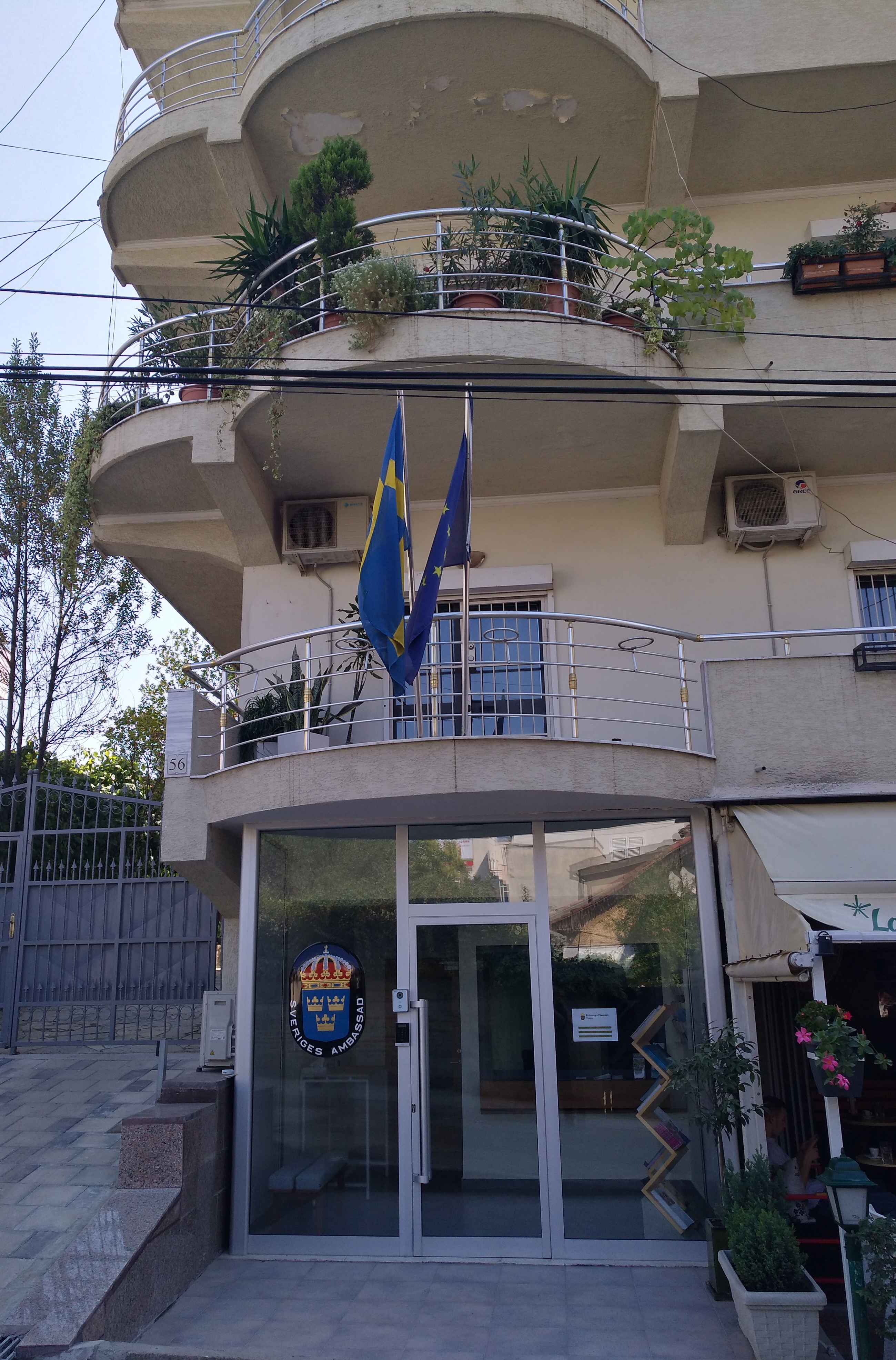
Ambassade à Tirana.
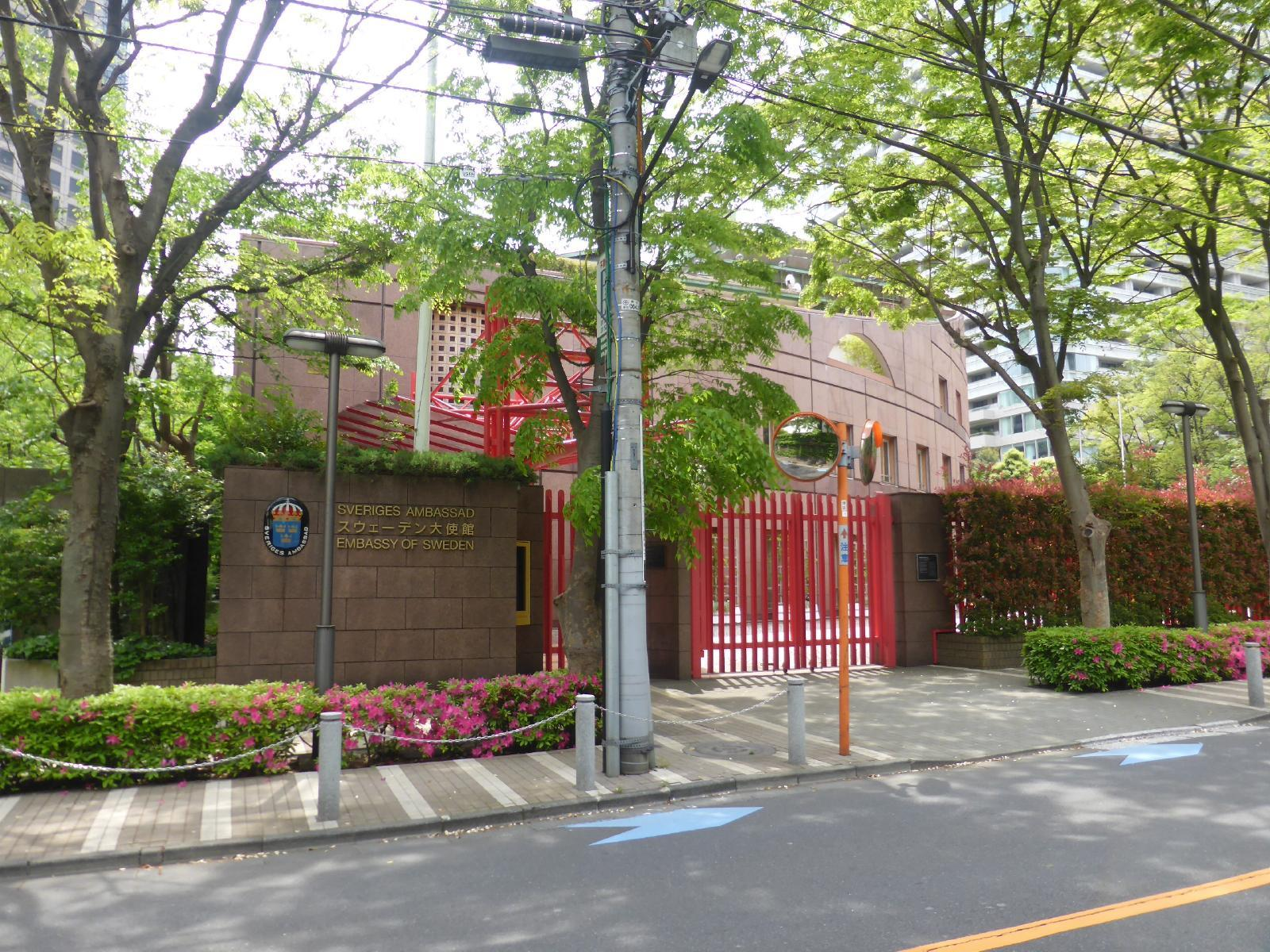
Ambassade à Tokyo.
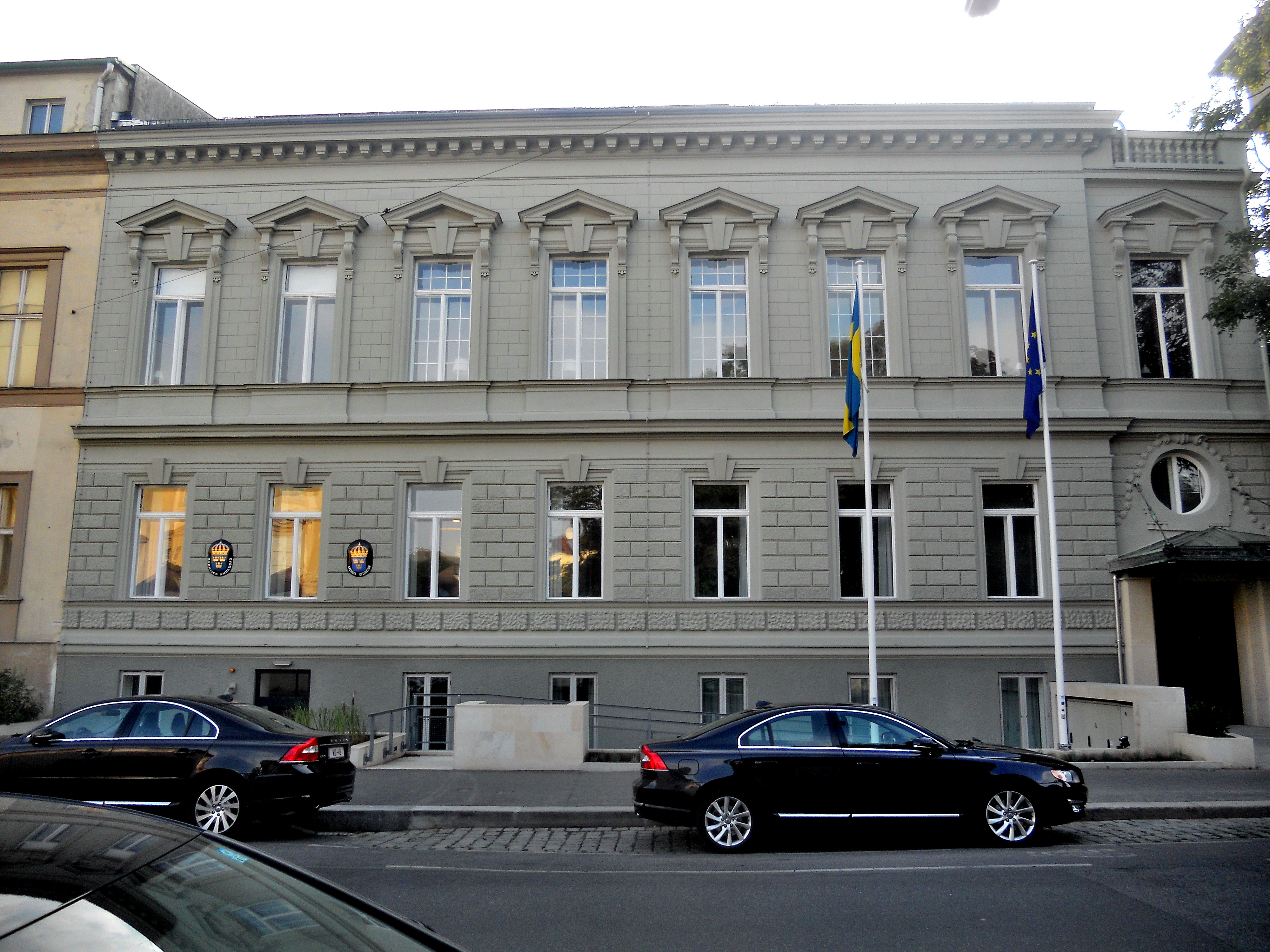
Ambassade à Vienne.
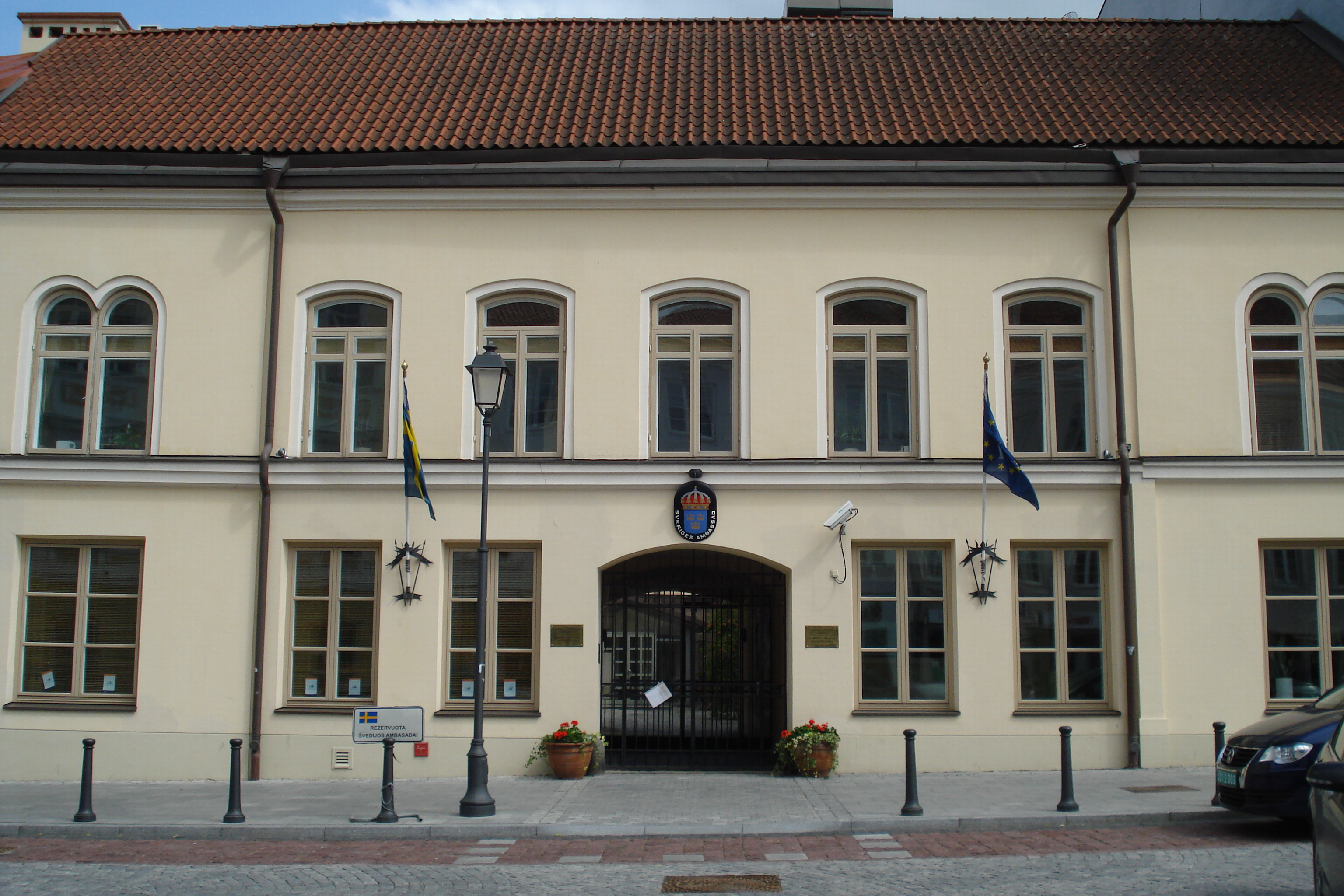
Ambassade à Vilnius.
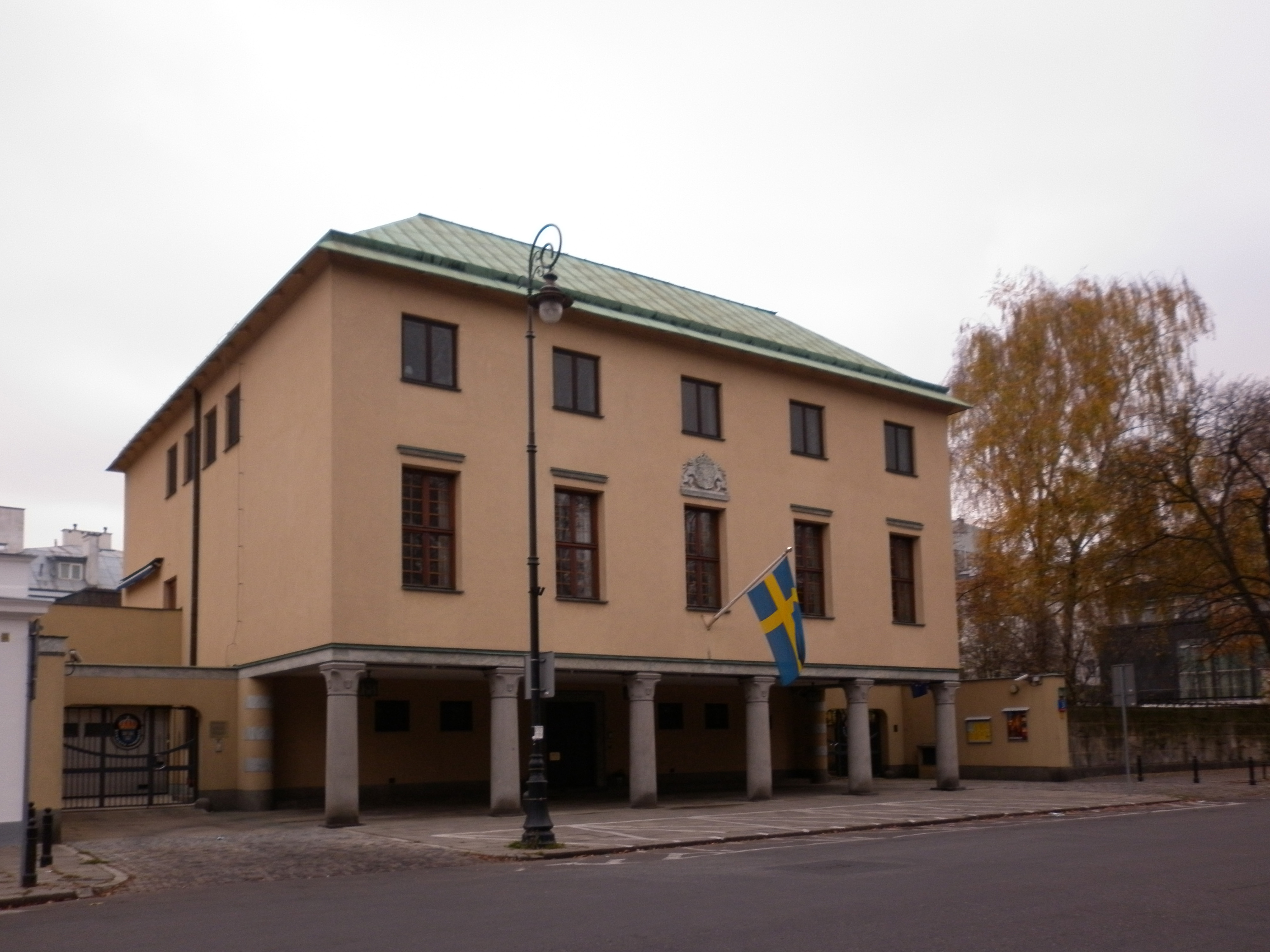
Ambassade à Varsovie.
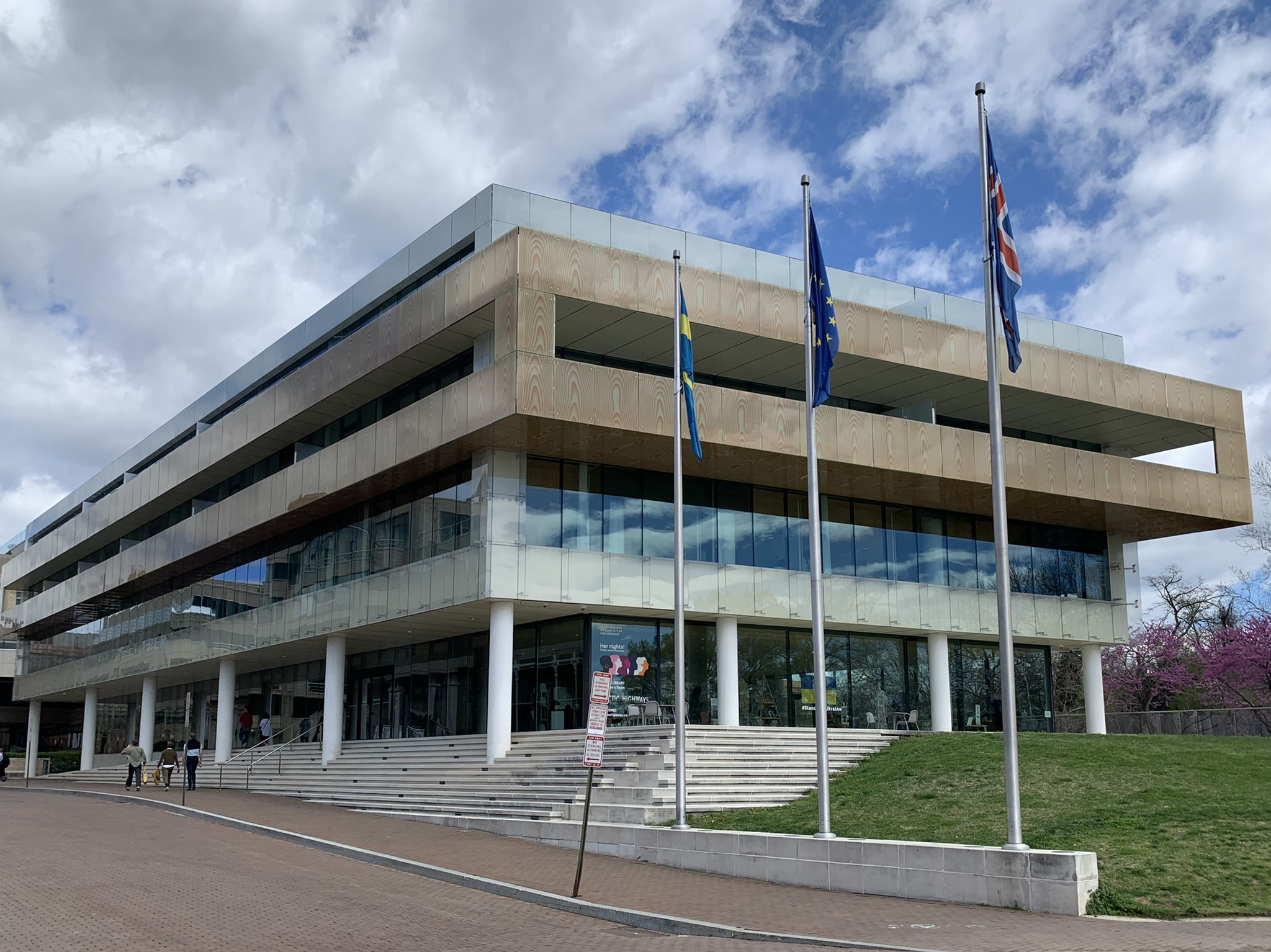
Ambassade à Washington.